# 獸電戰隊強龍者
《獸電戰隊強龍者》是由日本東映製作的《超級戰隊系列》第37部特攝作品，於2013年（平成25年）2月17日至2014年2月9日期間每週日上午7時30分在朝日電視台首播，以高清數位電視播映。

## 本作特色
- 本作繼1992年的《恐龍戰隊獸連者》和2003年的《爆龍戰隊暴連者》之後，東映第三次採用「恐龍」作為主題的戰隊。
- 本作繼《JAKQ電擊隊》、《戰鬥狂熱 J》、《電擊戰隊變化人》之後，東映第四支沒有黄色戰士的戰隊。同時也是史上初期成員第一次出現紅、黑、藍、綠、粉紅的顏色。
- 本作繼《轟轟戰隊冒險者》、《炎神戰隊轟音者》和前作《特命戰隊Go Busters》後第四次使用「金」和「銀」兩種配色作為追加成員的配色。
- 本作和前作《特命戰隊Go Busters》相比，戰隊服裝質料恢復為緊身衣褲，設計也回歸到昭和時代的戰隊，但打破傳統，採用了「單肩護甲」。
- 本作成員是以森巴舞作為變身動作，亦是戰隊史上的首次，恢復了前作取消的變身時及依序唱名的特寫畫面，作戰時不需全員到齊的革新有保留下來。
- 在巨大戰部分，雖然本作是典型的5人戰隊，而且都擁有各自的獸電龍搭檔，但最初期的合體機器人只有3部機組參與[1]，之後可以配合其他獸電龍進行合体，而且同一隻獸電龍可以在合體時視情況擔任左右手。
- 本作首開先例在第一集使用3D電腦動畫作為開場白。也首次由非日本裔演員飾演戰隊成員，也罕見的出現了非日本裔的臨時演員[2]，此外本作也是超级戰隊史上首次全部使用微缩模型造景；和《獸連者》、《暴連者》一樣，本作依然留存些許《侏儸紀公園》系列的痕跡。
- 本作成員的武打動作以巴西武術卡波耶拉為藍本，故戰鬥中會出現大量翻腾和跳躍動作，這也是戰隊史上的首次。
- 本作主題曲及下集預告後的贊助商讀白，首次交由男主角強龍紅讀出，但有部分集數因劇情，也會交由其他的成員讀出。
- 本作繼《百獸戰隊牙吠連者》後，睽違12年後再次採用劍刃類合作武器，而非合體大砲作為團隊必殺武器的戰隊。
- 本作繼《獸拳戰隊激氣連者》後，睽違6年後第二次出現正式紫色戰士隊員，更是首次出現女性紫色戰士隊員，以及首次出現灰色戰士隊員。
- 本作更是首度出現三位以藍色為主色的戰士成員（強龍藍、強龍青及強龍深藍）[3][4]。
- 本作繼《五星戰隊大連者》、《超力戰隊王連者》和《侍戰隊真劍者》後，第四次出現未滿18歲的追加戰士演員。
- 本作繼《百獸戰隊牙吠連者》後，睽違12年後再次出現追加戰士為敵方幹部角色之一的設定。
- 本作也是戰隊第一次將劇場版的宣傳片段，由原本在片尾曲播放，變成在片頭曲播放。
- 本作另一個最大的特色是，整部戰隊的故事内容都是由三條陸編劇家一人執筆，也是戰隊史上的首次（通常都有兩到四個）。
- 本作是超级战队第二支在每話開始前有特定畫面顯示該集標題並讀出[5]。
- 本作總共出現了14位戰隊成員，打破了9年前的《特搜战队刑事连者》10人戰士之記录，成為目前最多人数的戰隊。
- 本作的片頭曲是繼《未來戰隊時間連者》後第二次顯示歌詞。
- 與知名手遊《勇者前線2》合作，這是在系列作中相當難得一見的。
- 本作首次出現編號0號戰士。
- 本作首次於本篇結束後於戰隊後作的劇情中出現新的追加戰士[6][7]。

## 故事概要
遙遠的恐龍時代，被稱為星際病害隨著隕石到地球。就連恐龍也被他們消滅。但是有一群倖存下來經由神聖之力而進化的恐龍在歷經奮戰後，將邪惡首腦冰凍封印拯救地球。之後牠們就與賢神多林以及認同的勇者繼續守護世界。随着時間的流逝，被封印的宿敌甦醒。面對地球上的生命被消滅的危機，在多林的努力下，五名勇者集結組成隊伍，透過寄宿着恐龍靈魂的「獸電池」來驅動的「獸電龍」一同努力對抗邪惡軍團！
為了保衛世界和平，恐龍與人類的力量於現代合而為一！史上最強的勇猛隊伍，「強悍的龍之人」所組成的「獸電戰隊 強龍者」誕生！

## 設定
元神基地（スピリットベース）
強龍者的基地，有著濃厚古代遺跡風格和石板裝飾的設施，位于第十号兽电龙巨腕龙体内，包含強龍者常聚集的家庭餐廳Tiger Boy外，也在多處都設置了出入口，需要持有龍咬左輪才能進入，入口外型就像一般的人孔蓋，上面畫有強龍者的標誌，Brave.14之前在沒有感應到龍咬左輪入口上的強龍者標誌會一直顯現，Brave.14之後因為陰錯陽差，其中一個出入口意外被草履魔和樂丘洛發現，並讓樂丘洛潛入在充電台坐上設置強力炸彈，在強龍者的努力下，終於解除危機，事後多林將被發現的入口給鎖住廢除，並讓所有入口上的強龍者標誌只有在感應到龍咬左輪才會出現。
由於此處被認為是最能讓獸電龍們聚精會神的地方，便放置了能用於將能源耗盡的獸電池重新充電的台座，頂部的靈魂空間更能為受傷的獸電龍進行治療。
黃金之地（日本）
在遙遠的古代，多林在古代大陸的某一處製造出十大獸電龍並在巨腕龍體內建造了元神基地，後來因為板塊運動讓元神基地的所在地從大陸上分離，形成了現在的日本，而多林建造元神基地並創造十大獸電龍的這個地方就被稱為黃金之地，也就是現在的日本。
電池盒
用來放置獸電池，並可以讓獸電池進行充電，恢復獸電池內的強龍魂。總共五段，第一段是1到5號的獸電池，第二段為6到10號的獸電池，第三段比較特別，五排放的全是11號獸電池，第四段為12到17號獸電池，最後第五段為18到23號獸電池，每一個獸電池都有對應的位置。在盒子數字上部的指示燈，紅色表示充電中，綠色表示充電完成，平常顯示為綠色，如果獸電池沒放在上面，燈號會熄滅。
Tiger Boy
強龍者們時常齊聚的家庭餐廳，艾美是在那裡工作的女服務生。是初期的成員最初的相遇的場所。宗司很喜歡喝這裡的Cream蘇打。在Brave.3因為廚房的廚師生病，所以艾美臨時請大吾來幫忙，並開發出了一道新菜·紐西蘭風味羊肉丼。
冰結城
亡領軍的要塞，暗黑種亡領長年沉眠於此。
於Brave.22時傳送到一個混合了能夠將亡凌獸巨大化的復原水的水庫，結果暗黑種亡領甦醒。
箭頸龍實驗室
烏爾謝德博士跟彌生進行研究工作的實驗室，亦為獸電龍箭頸龍的機庫。
只有強龍者們跟多林知道實驗室入口的位置，而且入口外型跟元神基地的入口一樣。
第一實驗室於Brave.22遭亡領軍破壞，在Brave.24進行第二實驗室的建立工作，而第二實驗室已在Brave.25投入研究并且开发新的兽电池。
秘石
強龍者在尋找的一種外表像琥珀的特殊寶石，大吾的鍊墜和伊恩的朋友士郎找到的寶石就是秘石，每一塊秘石內都包覆著守護者獸電龍的一小部分碎片，像大吾的鍊墜所包覆的就是異炎龍的碎片，大部分的秘石是由巨腕龍的眼淚包覆“守護者”的肉體碎片後形成的，而伊安手上那塊是喚醒巨腕龍最重要的關鍵，當兩塊秘石靠近時會發出細微的光芒，而且當守護者獸電池靠近與其對應的秘石時，守護者獸電池就會發光。
立風館道場
宗司的父親·立風館源流開設的道場，同時也是住家。道場是平常強龍者和亡領軍戰鬥時，劍術練習和特訓的場所。
私立霧咲高中
宗司就讀的學校，是座男女合校。所屬劍道部的經理·勝山琳，是他的同學。
羽刃
英文名稱為Feather Edge，為多林專用的佩劍，多林臨死前將自己的幻影封於此劍內並傳給宗司。
大地黑洞
由大地魔神迦德瑪打開了入口，性質類似亡領軍的地獄。

## 登場角色

### 正派角色

#### 獸電戰隊強龍者
桐生 大吾／ 強龍紅
演：龍星涼
在南海孤島的森林中遇到獸電龍暴咬龍，並且獲勝讓暴咬龍認可成為了「利齒勇者・強龍紅」。
暱稱「King」，每個人只要看他這麼有勇氣的行動自然而然都會這麼稱呼他。
是一名世界旅行者，原本和目前行蹤不明的父親在世界上到處旅行探險，頸上戴著父親留給他的琥珀墜子。以前穿的是褐色的背心，現在穿的是紅色的背心，是Brave.1多林送給他的禮物。因為在世界旅行，跟各地的達人學習各種不同技藝，可說是身懷絕技，在Brave.1在沒有變身的情況下與眾多草履魔單獨戰鬥，展現出非凡的能力，必殺技是自己練成的「岩烈拳」和Brave.18在鐵碎教導下練成了「鐵碎拳·激烈突破」。
總是不考慮危險性，且不計一切後果直接就行動的渾成天然的性格，總是對任何事情有者強烈的好奇心，獨特的個人魅力，勇於挑戰的精神，總是喜歡和別人做朋友，強龍者的隊長，有一眼就能看出隊友心事的高度洞察力，總是能一語驚醒夢中人，非常信任隊友，不容易被激怒的開朗個性，也使得隊友都非常信任他。
在Brave.17被強龍灰批評没有弱點就無法取得進步而自信心受創，但在Brave.18因出現父親幻影給他的鼓舞與隊友的支持下，重拾信心打敗強龍灰並得到厚頭龍的獸電池。
在Brave.23中，戰後傷得比自己的隊友還重，還不忘吩咐隊友休息養傷，而自己卻一人跑去箭頸龍實驗室。決定性的台詞是「聽了嚇一跳吧!」、「我要暴走了!來阻止我啊!」。
在Brave.26中因使用1+獸電池測試的方法錯誤，而變成獸電龍人暴走及失蹤。在Brave.27中因正确使用1+獸電池而變成強龍紅嘉年華模式。
算是戰隊中少數一開始就深得隊友信賴的隊長，在Brave.7中伊恩對著敵人說『桐生大吾，雖然是個笨蛋，但也是King』，由此也可看出隊友對他無比的信任。
在Brave.41中多柯多因為計畫而狙擊大吾，在與空蟬丸戰鬥時對他說『你們的眼中就只有紅一個』，由可看出大吾在他隊友心中的分量。頸上戴的玉墜與伊恩被獃賈隆搶走的寶石是同樣的東西，將兩者放在一起便會發出細微的光芒。
在Brave.Final大戰結束後失蹤了數日，回歸後便與Amy成為情侶。
其他登場作品：《平成騎士對昭和騎士 假面騎士大戰 feat.超級戰隊》
伊恩·尤克蘭／ 強龍黑
演：齊藤秀翼
原是一名研究超古代文明頭腦清晰的考古學者，在一次與好友御船士郎在歐洲某個崖邊的古堡進行考古旅行時遇見身穿斗蓬的獃賈隆，獃賈隆將其好友殺害後並將他推下懸崖，但被獸電龍副槍龍所救，並且在考驗中獲勝讓副槍龍認可成為了「子彈勇者・強龍黑」。
是個喜好女色的花花公子，最初加入只是想找到殺害士郎的兇手，並沒久留兼成為同伴之意。但在Brave.4被大吾的一句話點醒，並且知道了同伴的重要性，最後與大吾他們一起擊敗亡領魔獸デーボ・ドロンボス，成為了同伴。由於個性比較隨便，所以剛開始和個性比較認真的總司起爭執，槍法如神，對於獸電池的機制非常了解，所以戰鬥時，常常被大吾拜託請他利用守護者的獸電池來想辦法。
在Brave.16得知獃賈隆就是殺害好友御船士郎並將其推下懸崖的兇手之後，一時控制不了自己情緒在大吾面前像抓狂似的攻擊獃賈隆。
平常叫大吾King，但有時和其他成員在說話時，也會脫口而出的叫大吾那個笨蛋。而平常總是叫總司Boy，但在Brave.5剛開始時是叫Green Boy，直到後半段誤會解開後才改口叫總司Boy。口頭禪是「Oh My!」。
於Brave.26因為大吾受到1+獸電池的影響下暴走並失蹤，結果在其他隊友的推舉下當上代理隊長。
其他登場作品：《王樣戰隊帝王者》第32-33話
有働 伸治／ 強龍藍
演：金城大和
原本在冰原旅行遭遇到獸電龍劍針龍並且在考驗中獲勝，讓劍針龍認可成為了「鎧甲勇者・強龍藍」。也是成員中年紀最長的。
初為一流企業的上班族，但是妹夫－福井賢一因意外而去世，而自己向公司辭職，並接替其妹夫所經營的「萬事屋」，現在與賢一的妻子也是自己的妹妹－優子和其外甥女－理香一同經營。
當初因為不想讓家人陷入危險中，所以一直隱藏自己的真實身分，但是在與大吾相處並交談過後，終於了解到「家人是自己力量的真正來源」，決定要堂堂正正的與敵人戰鬥。但是自己的的妹妹似乎不喜歡強龍者，認為因為他們的出現和亡領有關係，所以並不會在自己妹妹前變身露出真面目，目前自己的外甥女已經知道自己的真實面目。
綽號「伸叔」，但是因為聽起來像「大叔」，故本人自己是不太喜歡，本來以為來自戰國時代的空蟬丸不會這麼叫，但最後空蟬丸也和其他成員一樣，讓他有點失望，但是後來似乎比較沒那麼計較了。愛說冷笑話，但被強龍灰說無聊。口頭禪是「好耶（よいしょ!）」
戰鬥如其名「鎧甲勇者」，比起攻擊更擅長防禦，動作多卻不累贅，豪爽的格鬥技巧，利用自身的力氣將敵人一一打敗，是個力量戰士。在攻擊時，都會以「伸治ＯＯ（攻擊的名稱）」作為攻擊名稱。
《王樣戰隊帝王者》中與嘉黎拉已成為情侶關係，並且兩人已準備結婚。
其他登場作品：《動物戰隊獸王者 超級動物大戰》、《王樣戰隊帝王者》第32-33話。
立風館 宗司／ 強龍綠
演：鹽野瑛久
在一個竹林裡遇到獸電龍迅爪龍，並且在考驗中獲勝，讓迅爪龍認可成為了「斬擊勇者・強龍綠」，是成員中年紀最小成員，同時也是私立霧咲高中的在校高中生，而且是學校「劍道部」的一員。非常喜歡Cream Soda。
個性比較認真，性格必較冷靜，因此一開始曾與個性比較隨便的伊恩起爭執，但之後在大吾的調解和並肩作戰後，慢慢了解了他的個性、優點、和溫和，因此和解和好。內心的正義感很強，對於自己的劍術非常有自信。但是在戀愛方面完全是個無感遲鈍的男生。
是戰國時代暗殺劍術無雙劍的繼承者，在強龍者中劍術最強。因為幼时父親嚴厲的教導自己劍術，母親接受不了而離家出走，因此不太愛笑，因此一方面尊敬，一方面也討厭父親，後因父親被亡凌魔獸抓走，而將「無雙劍」和「野獸劍」結合練出屬於自己的劍法「斬擊無雙劍」，將其打敗救出父親，並讓父親認定自己，兩人也因此和解，在和解後在強龍者面前也開始露出了笑容。在戰隊成員中唯一一個反手持龍咬斬刃戰鬥。後習得多林的劍法「Trinity Slash」，多林並於臨死前將自己的佩劍「羽刃」傳給自己。
於歸來篇《歸來的獸電戰隊強龍者 100 Years After》中，在100後為唯一仍在世的強龍者成員之一。
其他登場作品：《王樣戰隊帝王者》第32-33話。
艾美·結月／ 強龍粉紅
演：今野鮎莉
在與獸電龍鑽角龍的考驗中獲勝了，讓鑽角龍認可成為了「犄角勇者・強龍粉紅」，是個大學生，是位從美國留學回來的千金小姐，個性非常陽剛，大吾說艾美和他是同一類的人。從拉米雷斯到空彈丸這兩成員的出現，是他們與戰隊成員中溝通的橋樑，非常喜歡讀少女漫畫《少女こずみっく》。
目前和總司一樣都還在就學，但是就讀的學校和學科還處於不明狀態，但在Brave.14的劇情中，透露出必修科目是德國語，和專攻的學科一些些的訊息。
表面是家庭餐廳「TIGER BOY」打工的服務生，但管家Gentle說是打工也是為了讓他面對社會，為了顧及千金小姐的社會形象，天生就有很好的格鬥天分，特別是以得意的腳力來戰鬥。在Brave.10中，與總司被寒武紀魔囚禁時，自己透漏可以用腳來做到電視的預約錄影，在脫逃時，用自己的腳幫總司解開綁在身上的繩子，其他還有騎單輪車也是得意技能，在Brave.11以騎單輪車與草履魔戰鬥。
在Brave.2之前平常都得在管家面前隱藏自己，在大吾的感召下自己表明素顏身分，並擺脫束縛讓管家認識了真正的自己和她要以獸電粉紅的身分保護世界的決心。口頭禪是「Wow!」同「HI!」。
於Brave.11中意外得知空蟬丸扮黑臉的真正原因，不但幫他保守秘密，並希望他繼續維持下去，所以二人的關係突然增長。
對於身心的態度，在管家面前和隊友面前完全不一樣，例如在Brave.14尾在元神基地直接在成員面前直接躺下來看漫畫，更把右腳的鞋脫下來幫左腳搔癢，所以被多林說過「和戰隊能力相反，太沒有女人味」。
對大吾似乎有奇妙的情愫。
在Brave.Final大戰結束後，在King失蹤數日回歸後便與King成為情侶。
其他登場作品：《王樣戰隊帝王者》第32-33話。
空蟬丸／ 強龍金
演：丸山敦史
與獸電龍雷翼龍的考驗中獲勝了，讓雷翼龍認可成為了「雷鳴勇者・強龍金」的豪劍士，是活躍於戰國時代的強龍者，於《假面騎士x超級戰隊x宇宙刑事 超級英雄大戰Z》中以強龍金的姿態先行登場。
戰國時期是個漂泊的劍士，由於劍術高強，被當時戰國的武將 ・岩泉猛志之介（主公）給看中並且收留。但當時亡領軍侵略，多林向岩泉猛志之介借用空蟬丸，並讓他成為了強龍金。
在Brave.10多柯多透漏，四百年前其周遭的人都被亡領軍殺害，於是在盛怒之下去復仇，卻因此讓賢神多林被卡奧斯和多柯多被當成人質，之後在多柯多要撤退之時，與多柯多一起進入黑暗空間，並被多柯多封印在其體內，還被其控制心智，但多林一直以為他已經被殺害，直到大吾將多柯多面部的鎧甲打碎才知道真相，最後在大吾注入了多林和拉米瑞茲的靈魂的6號獸電池，成功的讓他擺脫了多柯多的封印，但在之後並沒有立刻正式認同現代的強龍者，直到Brave.11才向艾美揭露，過去曾與主公・岩泉猛志之介一同對抗亡領軍，但善良的的他從亡凌魔獸端午節手上救了一名小男孩時，卻沒發現那個小男孩是草履魔偽裝的，結果導致岩泉猛志之介為了救空蟬丸，替空蟬丸擋下了草履魔的攻擊，並在指出空蟬丸的善良是他的弱點後斷氣。而之所以在強龍者們面前都會故意扮黑臉，並嚴厲的指出他們的缺點和疏失，是因為之前一直被多柯多控制，所以認為自己沒有資格加入獸電戰隊，而另外一個原因就是因為大吾長得和岩泉猛志之介一模一樣，所以拉不下臉，並在艾美的幫助下，慢慢習慣現代生活。
在Brave.12與大吾一同被控在亡凌魔獸端午節所創造的異空間中時，為了不想讓大吾成為他第二位主公，在幫大吾包紮後給他吃了一粒安眠藥，但在與亡凌魔獸交手陷入苦戰時，大吾出現解決了危機，在大吾的一席話下，才瞭解了大吾並不是把其他人當作部下，而是當作同伴時，才察覺到自己的錯誤，就是不應該把當大吾作岩泉猛志之介，終於打開了心結。在逃離了異空間後，首次與其他成員一同作戰，打倒了亡凌魔獸，自此正式成為了獸電戰隊的一份子。
在加入獸電戰隊後，和其他人一樣，非常相信大吾，在Brave.17因為大吾還未掌握奧義，被強龍灰取消隊長資格時，被點名為隊長，在Brave.18自己曾說『像在下這樣的死腦筋真的適合成為隊長嗎？至少在下不認同King殿下以外的隊長』，由此可知對於大吾絕對的信任。初登場時所穿著的是當初戰國時代的武士服，於Brave.11就改穿著由艾美所送的金色的無袖長袍。由於空蟬丸過去是生活在思想還是很保守的戰國時代，因此在與女性有肢體上的接觸或做出過於失禮的事時，會跪下來向對方道歉。
在Brave.31中自己透漏自己目前29歲，因為在戰國時期，被封印在多柯多的體內，擺脫封印後，保持著戰國時期的模樣和歲數。
強龍者們以「森巴舞」作變身動作，而強龍金則以「能劇」動作來變身。決定性的台詞是「將天怒人怨，儆惡懲奸」。
其他登場作品:《假面騎士x超級戰隊 超 超級英雄大戰》、《國王戰隊帝王者 IN SPACE》
 強龍青
拉米雷斯
演：Robert Baldwin
靈魂戰士。作為強龍者與暗黑種亡領戰鬥的古代戰士。雖然是500年前的戰士，但是身死心不死的他卻靠著「永不放棄戰鬥的魂魄」出現在新強龍者面前，必杀技为甲槌龙铁槌。不須用龍咬左輪直接以兽电池变身为强龙青。於Brave. 6決定前去尋找其他的獸電龍而離開。
Brave.10助空蟬丸擺脫多柯多的封印。
Brave.11開頭在告訴多林已經有錘頭龍的線索後再度離開。Brave.17中试图说服鐵碎希望友善對待并且把錘頭龍交给强龙者。
Brave.18中对鐵碎与强龙者合作感到满意，最後兩人一起去尋找剩餘兩隻十大獸電龍。
在Brave.29中曾回歸支援強龍者，後來再次與鐵碎出發繼續尋找獸電龍。
在Brave.34終於知道最後一塊秘石的所在地，而且回歸戰隊，最後與強龍者成功喚醒巨腕龍。
在Brave.35與鐵碎一同被狂暴多林打敗。
在Brave.36因為需要讓靈魂力量恢復，而需要休息一段時間。
於Brave.47前往大地黑洞支援多林破壞大地黑洞。
福井 優子
演：木下亞由美
有働伸治的妹妹，育有一女。但其丈夫賢一因為事故的關係因年早逝，所以目前是一位單親媽媽，現在和自己的哥哥有働伸治住在一起。並不知道強龍藍的真實身分就是自己的哥哥，因為強龍者和亡領軍時，雖然自己的女兒理香被強龍藍救起，但因為理香受傷一事，視他們為危險分子。
在Brave.8中透漏出她並沒有接受自己丈夫已經過世的事實，所以被亡領魔獸給迷惑，最後伸治用冷笑話打破了亡領魔獸的幻影，並且被強龍藍給救出，因此才對強龍藍有了不一樣的看法，最後也接受了自己的丈夫過世的事實。
在Brave.31中終於發現伸治就是強龍藍。
在Brave.47中变身为鋼之勇者二代強龍青。
其他登場作品：《王樣戰隊帝王者》第33話。
鐵碎／ 強龍灰
演：出合正幸
靈魂戰士，1500年前中國的拳法家。Brave.17登場。根據賢神多林的說話得知，鐵碎是首個以獸電池變身為強龍者的戰士，与拉米雷斯同样属于灵魂战士。懂用幻術，个性非常顽固，一般不会听别人的指挥，並使用強硬的手段訓練強龍者。在Brave.17中，称大吾太完美而不能再变强，同时以錘頭龍为交换，令賢神多林将大吾踢出獸電戰隊，并让空蟬丸当队长。Brave.18中首次以真面心的大吾打败，并将錘頭龍交给大吾进行合体，最後同拉米雷斯一起去尋找剩餘兩隻十大獸電龍。Brave.29中曾回歸支援強龍者，而且証實其有頭髮，在Brave.18中是帶著光頭套的，後來再次與拉米瑞茲出發繼續尋找獸電龍。在Brave.34終於知道最後一塊秘石的所在地，而且回歸戰隊，最後與強龍者成功喚醒巨腕龍。在Brave.35與拉米雷斯一同被瘋狂多林打敗。在Brave.36因為需要讓靈魂力量恢復，而需要休息一段時間。於Brave.47因為鐵碎跟拉米雷斯兩人前往大地黑洞支援多林，故此鐵碎將第二代強龍灰的身份傳給子孙津古內真也。
 強龍紫
Dr.烏爾謝德
演：千葉繁
Brave.24之前的強龍者，此後正式退休。「烏爾謝德」取自日文「有夠吵的」諧音。
與孫女彌生一同協助多林研發強龍者們的裝備的天才科學家，然而年事已高讓他萌生退隱之意。於Brave.21登場。
有一個壞習慣就是很容易就異常興奮，而且嗓門很大，往往因此很容易令自己身體損傷。
和大吾等人同样为現任的強龍者，并不是与拉米雷斯和鐵碎一样属于灵魂战士。
在宇宙探索及调查受暗黑種亡領攻擊和毀滅的惑星。调查完成後搭乘箭頸龍回地球時遭襲擊，他和箭頸龍安全降落。
於Brave.22因為動作過大而令自己身體受傷而導致住院，而多林要求他將所有事交給彌生，但是擔心彌生會應付不來。
本應退休的Dr.烏爾謝德於Brave.47時再次變身為強龍紫並駕駛箭頸龍支援大吾等人。
彌生 烏爾謝德
演：飯豐萬理江
Dr.烏爾謝德的孫女，與爷爷一起協助強龍者。
接替了爷爷Dr. 乌爾謝德成为了强龙紫，亦是首位第二代強龍者。
跟拉米雷斯和鐵碎不同的是她是現任的強龍者，並不是靈魂戰士，但不知為何經常被拉米雷斯他們當作靈魂戰士的一員。
剛出場就已經被伊恩追求，但很冷靜的請了伊恩吃檸檬，讓他非常的沒面子。
對大吾有好感，更收藏了不少有關他的資料及照片。
箭頸龍出動時在实验室为箭頸龍进行注水和发射工作。
於Brave.22時因為箭頸龍實驗室遭亡領軍破壞，結果跟箭頸龍被困在內，在Brave.23回憶起箭頸龍在千鈞一髮間把她傳送到外面而只受輕傷。
於Brave.23時因為大吾的鼓勵而返回遭破壞的箭頸龍實驗室，並鼓起勇氣以自我勇氣Brave In並成功啟動箭頸龍，最終完成了爆裂强龙神的合體。
在Brave.24時在爺爺手中接手龍咬左輪和獸電池，但並未成功Brave in獸電池，但最後因看見強龍者陷於苦戰而再次鼓起勇氣Brave In，真正成功變身为二代強龍紫。
 強龍銀
賢神多林
聲：森川智之
強龍者背後的支持者，並指導強龍者戰鬥，有著始祖鳥外型的賢神。曾經指導恐龍，並選擇恐龍，製造出獸電龍，與亡領軍進行戰鬥。拥有佩剑羽刃，必殺技為「Trinity Strazor」。後此劍已傳給宗司，故此身為第二代強龍銀的桐生斷鐵則未持有此武器。
個性非常的沉著冷靜，和大吾他們一樣，稱呼強龍藍為「伸叔」，感嘆艾美戰鬥能力佳，卻少了女人味。臉上的鬓发只要被風吹動，就有著能夠察覺亡領軍出現的能力。他選擇擁有勇敢和勇猛靈魂的人，並讓獸電龍與其進行試煉。在試煉之人勝利之時，便能讓多林和獸電龍認可成為超越人類能力的強龍者。
口頭禪是「真是勇猛!」、「真是太勇猛了!」，在決定性的關鍵時刻，有打響指的習慣。
普通都會在元神基地支援強龍者，但在必要的時候前往現場協助強龍者，慣用的武器是自己的佩劍「羽刃」，但有時也會以手發射出火球，和強龍者一同戰鬥，但是如果是單獨對上如多柯多這樣的對手過度使用力量，會消耗大量的體力，身體的一部份會石化，但是只要回到元神基地休息一陣子就會恢復。
多林曾經說過還有一些事情並未告訴強龍者，大吾也曾說過「等你願意講的時候再說吧」。但隨著劇情的進展，在Brave.28及中，強龍者們從百面神官卡奧斯口中得知，多林是卡奧斯的弟弟，曾是亡領軍的一員，在一億年前，卡奧斯和他分別前往不同的星球侵略，多林到了地球後，被地球上的恐龍和其他生物所感動，他開始懷疑自己被賦予要毀滅星球使命，結果背叛了亡領軍。在被嘉黎蕾的歌支配多林的內心時，得知多林的真實身份的強龍者不願意相信，在復原水的力量下被強行巨大化的情況下和強龍者們激戰，千鈞一髮之際，痛苦的多林自己抓著強龍神的五連獸電劍刺向自己，在快倒下時，最後被讓強龍金從拉丘洛那裡所搶來可以吸收復原水巨大化力量的吸吸球給回復原狀，最終因力量用盡而石化。
在Brave.29因為秘石的力量和強龍者們祈禱的聲音下，最後還是復活了。同時強龍者也接受了多林以前是亡領軍一員的事實，並且更加相信多林，多林並因此感動。
Brave.35中弥生带着處於封印狀態的龍咬左輪交给了多林。
Brave.36中肯勇敢地去面对自己的弱点，恢复了原本的勇猛，才真正变身为閃光勇者强龙银，并打败了魔剑神官疯狂多林。
Brave.43時為免總司的父母被自己的外型所嚇壞而向空蟬丸借用Maximun獸電池使用人類型態的幻術；可是，在人類型態感受不到敵人氣息。
在Brave.45時將自己的佩劍「羽刃」以及自己的劍法傳給總司，後來被桐生斷鐵所殺死，本身擁有的巨型龍咬左輪以及3枚10號（巨腕龍）獸電池更被拿走，並同樣成功變身為強龍銀。
桐生 斷鐵
演：山下真司
大吾的父親，灌輸他自己的兒子「龍之道路」的信念。
當與年幼的大吾兩人在世界旅行時，但是在故事一開始留下秘石的玉墜給大吾後就行蹤不明。在Brave.20為了拿一個裝著謎樣的小布袋給多林而回到日本，和大吾的再會，對於大吾的成長很高興，並且激勵大吾繼續努力。
在Brave.28為了把秘石讓大吾交給多林再度回到了日本。和多林是朋友，第二次出現大吾面前時，問大吾「不管發生任何事都相信多林嗎」，大吾也給了「那是當然」作為回答，由此可知，他似乎很早就知道了許多強龍者不知道的事情，包含多林原本是亡領軍的事。
有能夠將亡領魔獸的臉打歪的氣力的鐵拳，放拳前決定性的台詞是「現在，我要打你了」。
在Brave.42時多林指出他就是地球选中的王，能听见地球的旋律，便为此踏上龙之道路。
但於Brave.45時跟亡領軍合作，並殺死了多林，並與亡凌軍協定停止黑暗時鐘，而且奪走巨型龍咬左輪及3枚10號獸電池，並能夠變身為強龍銀跟大吾等人戰鬥，但於Brave.46之後斷鐵脫離亡領軍。
於Brave.Final擊敗百面神官卡奧斯。
為所有強龍者中唯一不會在變身期間跳舞的戰士，唱名動作與多林不同，原本多林唱名會用招牌動作彈指，斷鐵則會用斷鐵拳作為唱名動作。雖然持有力量者卻始終未曾變身過。

#### 與強龍者的相關人物
福井理香（綱本菜菜美飾／港配：成瑤孆／台配：陳貞伃）
優子的女兒，伸治的外甥女。父親賢一過世後，就視自己的舅父為自己的父親，在Brave.8中自己透漏，小時候父親過世時，優子不讓她看賢一臉的時候就知道自己的父親已經過世，是個非常堅強的小孩子。Brave.2亡領軍襲擊博物館時，透露出自己過去曾被強龍藍所救，同時在同一話中知道了強龍藍就是自己的舅父，之後便以她是強龍藍的外甥女為榮。
其他登場作品：《王樣戰隊帝王者》第32-33話。
福井賢一（川岡大次郎飾／港配：關令翹／台配：李勇）
優子的丈夫，理香的父親、伸治的妹夫。原本經營「萬事屋」，但是因為一場意外而喪命，在世時相當捧場伸治的冷笑話。
在Brave.8中，因亡領魔獸的能力以「幻像」的方式出現在伸治、優子母女眼前。
執事傑特（島津健太郎飾／港配：張錦江／台配：李勇）
艾美的管家。『傑特』並不是真正的名字，而是結月家的管家歷代都被與授付的的名字。
遠在美國的艾美雙親將其愛女託付於他，在第2話之前並不知艾美的真實身分。
其他登場作品：《王樣戰隊帝王者》第32話。
立風館源流（春田純一飾／港配：李錦綸／台配：李勇）
立風館總司的父親，對於總司的劍術要求甚高，也因為這個緣故總司的母親才回離家出走。當初對於總司的劍有如「狂暴野獸的劍」並不認同，但是在戰鬥中，總司用自己獨創出來的劍法「斬擊無雙劍」救了自己，終於認同了總司的劍。
在自家的倉庫中有記錄著過去的劍豪所使用或自創的劍法文獻。在Brave.10大吾為了破解多柯多的劍法，而再次登門拜訪總司的父親，並在與總司的父親的練習中找到了破解方法，事後問大吾「怪物又出來了吧！我兒子呢？總司沒問題吧」透露出對總司的關心。
丹波麗子（萩原佐代子飾／港配：黃麗芳／台配：錢欣郁）
立風館總司的母親，職業為服裝設計師。
御船士郎（海老澤健次飾／港配：鄧港文／台配：李勇）
出現於Brave.4，伊恩的朋友，和伊恩是一起研究超古代文明的寶藏獵人，但在某一處的一個古堡尋寶石被獃賈隆殺害。
岩泉猛志之介（龍星涼二飾／港配：李凱傑／台配：王辰驊）
空蟬丸於戰國時代服侍的主公，與King長得一模一樣，為保護空蟬丸而戰死。
勝山琳（藤澤玲花飾／港配：葉曉欣／台配：錢欣郁）
霧咲高等學校的學生，總司的同學，亦是劍道部的經理。暗戀總司，但總司對愛情方面比較遲鈍導致吃醋。
中里博史（澀江讓二／港配：張方正／台配：陳幼文）
有働伸治高中時代的朋友，熱衷於機器人的研究。

## 亡領軍（デーボス軍）
亡領軍以前使恐龍滅絕的宇宙侵略者，企圖讓地球重新回到冰河期，並消滅地球上的所有生物，於《國王戰隊帝王者》由達古德多將新亡領軍領導者「兜武神 亡領」帶到了地球為求完全復活及更強大力量而收集眾多人類的「勇猛」以致對方失去幹勁，在最後強龍神與帝王者聯手消滅。

### 首領
暗黑種亡領（暗黑種デーボス）／迪博斯（港譯）
被封印的亡領軍統領，以冰結城的形態被封印。
Brave.22被使用大量復原水強制復活。外形跟巨大草履魔相似。
嘴巴能發射光束，眼睛能放出閃電，背後能伸出觸手。
Brave.23因為人類的感情未足夠而令他的「心」還未解凍，因而失控，所以曾被卡奧斯使用能夠吸收復原水的粉末所製造的吸吸球解除其巨大化狀態。
Brave.25時得知Brave.23在牠被擊敗前將牠的身體變回冰結城，並將牠的「心」附身在卡奧斯的右手裏。
蝶絕神亡領（蝶絕神デーボス）（配音：大川透／台灣：李勇／香港：李錦綸）
是暗黑种亡领集结所有人类的感情所进化的最终形态，必杀技是‘蝶绝神之铁槌’。

### 高層幹部
百面神官卡奧斯（百面神官カオス）（演出：日下秀昭，配音：菅生隆之／台灣：蔣鐵城／香港：劉昭文）
於亡領封印之時的代理指揮官，賢神多林的宿敵，於Brave.28得知實際是多林的兄長。指挥喜、怒、哀、怨四位战骑收集人类感情，用来復活暗黑种亡领消灭恐龙和人类。
Brave.37以后不知去向。
Brave.40再次回來。
Brave.44卡奥斯由于被暗黑種亡領侵蚀尸体而诞生出宇宙暗黑种•蝶絕神亡領，之后亡領完全复活，新亡領军因而诞生。
Brave.Final为阻止多林破坏大地黑洞而故意被強龍銀以必殺技擊敗以落入大地黑洞中，但在大地黑洞中再被多林、拉米雷斯、鐵碎及嘉黎拉合力使出的必殺技與大地黑洞一同被消滅。
喜之戰騎嘉黎拉（喜びの戦騎キャンデリラ）（演出：蜂須賀祐一、偽裝型態：戶松遙，配音：戶松遙／台灣：錢欣郁／香港：魏惠娥）
個性不負責任。使用名為「キャハハルバート」的鐮刀。人如其名，性格非常樂觀，歌聲能加強亡凌獸的戰鬥力，而且擁有偽裝成人類的能力，口頭禪是「要保持微笑」。
Brave.45拉丘洛被解雇后，在森林遭新哀之战骑哀思隆德追杀，最后被哀之战骑獃賈隆及强龙者所救。
Brave.Final最终弃暗投明，並帮助多林、拉米雷斯和铁碎破坏大地黑洞，而且在人间界找到了自己的生存道路，就是帮助人类。
於《归来的兽电战队强龙者 100 Years After》中和多林一样成为贤神，组织了新的强龙者，并在背后支援，对强龙蓝有好感於《王樣戰隊帝王者》中與伸治已成為情侶關係，並且兩人已準備結婚。
其他登場作品：《王樣戰隊帝王者》第32-33話。
角色原型取自《綠野仙蹤》的桃樂絲。
怒之戰騎多柯多（怒りの戦騎ドゴルド）（演出：清家利一，配音：鶴岡聰／台灣：李培淞／香港：巫哲棋）
使用名為「喧嘩上刀」的七支刀。人如其名，性格非常容易憤怒，口頭禪是「好生氣」。
其本體為覆蓋在身體外層的鎧甲，於四百年前在卡奧斯的指示下將空蟬丸封印在其體內，並控制了空蟬丸的精神。
空蟬丸封印在其體內時是個個性顯得非常急躁的武鬥派幹部。但事實上真正的他是個十分擅長利用小手段激怒別人的陰險小人，口頭禪是「氣死我」，與恩多夫關係不和。
Brave.11時，由於空蟬丸擺脫了封印，因此改附身在寒武魔身上，但由於一隻寒武魔只能在他體內撐一個月，所以每一個月都要將一隻新的寒武魔裝進他的體內。由于曾今将空蟬丸封印在其體內，因此也会空蟬丸最强的招式“奧義．雷电残光”，但威力不及于空蟬丸，从Brave.18可以看出。
Brave.29時趁恩多夫受了重傷時而將其封印在體內。并且会使用恩多夫的手枪和长剑作为新武器。
Brave.42再被恩多夫成功擺脫封印，並差點被恩多夫消滅，但最終因嘉黎蕾求情收回成命，之後再改附身在寒武魔身上。
Brave.43時更慘遭成為恩多夫的傀儡手下。
Brave.47時暫時附身於空蟬丸身上並合力殺死恩多夫。最後更與空蟬丸的對決中死於空蟬丸的刀下，然而最後一刻所展現出的「武者之魂」則贏得了空蟬丸的尊敬。
角色原型取自《綠野仙蹤》的膽小獅。
哀之戰騎獃賈隆（哀しみの戦騎アイガロン）（演出：村岡弘之，配音：水島裕／台灣：余孟珂／香港：陳成港）
力量型戰士。使用名為「トホホーク」的短斧。人如其名，性格非常悲觀，口頭禪是「好悲傷」。
殺害伊恩的朋友御船士郎的兇手。
本身其實還有一件武器『無敵的斗蓬』，但為了嘉獎亡凌魔獸デーボ・ドロンボス而將斗蓬送給它，所以被伊恩誤會デーボ・ドロンボス是兇手。
有收藏珠寶的嗜好，過去曾為了搶奪伊恩和御船士郎手上的寶石，而殺死御船士郎並將伊恩推下懸崖。
Brave.24時，感情無法宣洩而令其發生自爆。
Brave.26時，受不明力量影響令眼睛和眼淚變黑，威力驚人。
Brave.45知道自己與嘉黎拉的生命危在旦夕，於是決定去通知但被卡奧斯發現，並被新哀之战骑哀思隆德追擊。
Brave.46身負重傷通知嘉黎拉和拉丘洛所有事之後，為救嘉黎拉受到哀思隆德重力一擊。臨死前伊恩以恐鱷鑽挖機鑽毀獃賈隆的盔甲以便釋放獃賈隆的靈魂，最後在伊恩、嘉黎拉和拉丘洛面前消失。
對嘉黎蕾有好感。
角色原型取自《綠野仙蹤》的鐵皮人。
樂之密探拉丘洛（楽しみの密偵ラッキューロ）（演出：神尾直子、偽裝型態：折笠愛，配音：折笠愛／台灣：陳貞伃／香港：黃淑芬）
嘉黎拉的手下，負責亡凌魔獸的巨大化。人如其名，性格非常快樂，而且心智很幼小，口頭禪是「Unluckyu」。
戰鬥時經常作弄艾美。
與艾美一樣非常喜歡讀少女漫畫『少女こずみっく』。
雖然貴為高層幹部，但其實拉丘洛基本上沒有戰鬥力，因此與強龍者戰鬥時以搞小動作居多。
Brave.44被卡奥斯以幹部都能自己巨大化，而且不再需要到到人界查探而解雇。
Brave.45被解雇后，在森林遭新哀之战骑哀思隆德追杀，最后被哀之战骑獃賈隆及强龙者所救。
Brave.Final最终弃暗投明，並帮助多林、拉米雷斯和铁碎破坏大地黑洞，而且在人间界找到了自己的生存道路，就是帮助人类。
於《归来的兽电战队强龙者 100 Years After》中，是位贤神实习生，跟在嘉黎拉旁边实习，不過在強龍者打贏等身戰時還是會不小心習慣性的拿出復原水。
其他登場作品：《王樣戰隊帝王者》第32-33話。
角色原型取自《綠野仙蹤》的稻草人。
折笠愛曾於2005年，直至今日擔任過《牙狼〈GARO〉》的魔導具 希露瓦的配音。
怨之戰騎恩多夫（怨みの戦騎エンドルフ）（演出：矢部敬三，配音：松風雅也／台灣：陳幼文／香港：鍾見麟）
Brave.26登場，战斗力在多柯多和獃賈隆之上， 性格非常消極，與多柯多關係不和，口頭禪是「頭好痛」。
是由亡領與卡奧斯合力製造的戰騎，戰鬥時是不理會任何情況而攻擊起來，甚至會敵我不分地攻擊。
Brave.29時受到嘉年華強龍紅的重創，最後被多柯多乘虛而入佔據身體。
Brave.42从铠甲里解脱，成为新亡領军的一员。
Brave.43時更控制了多柯多成為他的傀儡手下。
Brave.47時被多柯多暫時附身的空蟬丸殺死。
魔剑神官瘋狂多林（魔剣神官マッドトリン）（配音：森川智之／台灣：陳幼文／香港：葉振聲）
狂暴多林是由暗黑種亡領所诞生的第三位神官，亦是贤神多林本来在亡領军所属力量的真正面貌。
使用名為「魔剣マッドネスフレイム」的劍，必杀技“魔劍，瘋狂火焰” 。
新喜之戰騎奇波雷洛（新・喜びの戦騎キルボレロ）（演出：田中宏幸，配音：陶山章央／台灣：李培淞／香港：張方正）
Brave.43登場，是卡奥斯为了收集人类深重的感情所制造的新战骑。武器是小號，能用小號演奏出让开心发疯的旋律。
Brave.Final被箭頸龍王击败，再被強龍綠、強龍黑、強龍藍之合體技殺死。
新哀之戰騎哀思隆德（新・哀しみの戦騎アイスロンド）（演出：神前元，配音：竹內良太／台灣：馬伯強／香港：李鎮然）
Brave.43登場，是卡奥斯为了收集人类深重的感情所制造的新战骑。武器是一个指挥棒，可以和奇波雷洛一起演奏出让人伤心的旋律。
Brave.46被伊恩使用獃賈隆的武器，名為「トホホーク」的短斧擊敗。
卑屈之戰騎史涅多（卑屈の戦騎スネルド）
專門收集卑屈感情的戰騎，面貌與怒之戰騎多柯多相似。口頭禪是「反正我會…」。
嫉妬之戰騎荷西賈隆（嫉妬の戦騎ホシイガロン）
專門收集忌妒感情的戰騎，面貌與哀之戰騎獃賈隆相似。口頭禪是「好想要呀…」。
後悔之戰騎亞斯雷邦（後悔の戦騎アースレバン）
專門收集後悔感情的戰騎，是2114年的新戰騎。
創造主德比烏絲（創造主デビウス）
創造亡領怪物的創造主，於《烈車戰隊特急者 VS 強龍者 THE MOVIE》登場，於劇場版攻佔銀河路線車站作為復活自己的能量來源。
薩拉馬茲被打敗後開始逐漸覺醒，並利用掠奪回來的暗影路線資源對付特急者。
後來被來斗使用超越強龍者烈車所打敗，巨大化後遭特急者、強龍者以及尋仇而來的暗影路線合力擊潰。
紅蓮神官薩拉馬茲（紅蓮神官サラマズ）
德比烏絲的手下，於《烈車戰隊特急者 VS 強龍者 THE MOVIE》登場並奉德比烏絲之令尋求暗影路線合作。
在與暗影路線合作告吹後放火燒毀城堡總站並掠奪暗影路線的資源，此舉成為暗影路線最後與特急者及強龍者合作擊潰德比烏絲的原因。
於被特急者及強龍者打敗後吸收了時鐘暗影及5隻骷髏茲並合成為薩拉馬茲終極形態，有如5隻骷髏茲玩搭火車遊戲一樣，而薩拉馬茲盯化為骷髏茲所手持的烈車。

#### 中階戰力
- 亡凌魔獸（デーボモンスター）

幹部利用亡領的細胞及人類的情緒製造出的怪物。
| 名字 | 中文名字       | 簡介 | 出場話數     |
| ---- | -------------- | --- | ------------ |
|      | 亡領・冰河期   | 傳說使恐龍滅絕的亡凌魔獸團體「絕滅」之一，兩手的冰柱發射器能發射冷凍光束or冷凍炸彈，能製造暴風雪&讓人類的眼淚結凍。外型是以冰山、冰柱作為藍本。 | 1,21-24,36   |
|      | 亡領・拍碎     | 獃賈隆的手下。左手能夠放出蒼蠅拍狀且能破壞建築物的壓扁光線，嘴部能發射光彈，右手能發射光束。外型是以報廢車、鉗子、搗槌、蒼蠅拍作為藍本。 | 2,36         |
|      | 亡領・監牢     | 多柯多的手下。會使用監牢鐵鍊將人捕捉至其左肩的異次元牢籠內，雙手能發射閃電，跑步速度極快。外型是以監獄及囚犯作為藍本。 | 3,36         |
|      | 亡領・神偷     | 獃賈隆的手下。胸前的金庫能夠塞得下任何東西，斗篷能夠放出殺人觸手&反彈攻擊，全身能發射羽毛攻擊。被伊恩誤會為殺害其好友御船士郎的兇手。外型是以烏鴉作為藍本。 | 4            |
|      | 亡領・甜點師傅 | 嘉黎拉的手下。後來被亡領・病毒感染而凶暴化。凶暴化時嘴部能發射蛀牙光束，左手的袋子能夠噴出火球。外型是以蛋糕甜點師作為藍本。 | 5,36         |
|      | 亡領・病毒     | 傳說使恐龍滅絕的亡凌魔獸團體「絕滅」之一，使用能射出閃電、光束or子彈的病毒三叉戟為武器，可藉由嘉黎蕾的歌聲使自己的病毒活性化，能利用病毒的特性來製造分身or使復原水增值，被病毒感染的人會睡著同時感到十分快樂並且不會醒來。外型是以惡魔及病毒作為藍本。                                     | 5-6,21-22,36 |
|      | 亡領・烙印     | 多柯多的手下。使用烙印劍&能放出烙印光束的高熱烙印棒為武器，雙手的壓模能夠將ゾーリ魔製作成別人的樣子，並以讀心能力說出對象最不想聽見的話。外型是以鯛魚燒的模子作為藍本。 | 7,36         |
|      | 亡領・迷惘     | 獃賈隆的手下。使用旗桿大鐮刀為武器，能製造巨大的迷宮空間&讓人看到已死的親人之幻影。外型是以迷宮作為藍本。 | 8,36         |
|      | 亡領・沒骨頭   | 嘉黎拉的手下。拔掉讓被美女誘惑的男性的骨頭可以讓男性被女性俘虜，手部能發射光彈。外型是以各種動物的骨頭作為藍本。 | 11,36        |
|      | 亡領・端午節   | 多柯多的手下。使用喧嘩兩成刃為武器，頭部能發射光束，下半身能變成鯉魚旗，背部的鯉魚旗能放出使人困在異空間的白色煙霧or將人永遠封印起來的紅色煙霧。外型是以鯉魚旗及日本鎧甲作為藍本。 | 12,36        |
|      | 亡領・剪刀手   | 獃賈隆的手下。能使用矢印見極眼鏡看出人與人的愛情&友情牽絆，再使用關係斷剪刀將其牽絆剪斷，牽絆被剪斷的人類會變得只剩下失去對方的恐懼感。雙手&雙腳的十損刀能伸出刀刃。外型是以剪紙及瑞士刀作為藍本。                                                                                         | 13,36        |
|      | 亡領・超嚴格   | 卡奧斯的手下。左手持有HB鉛筆格林機關槍，右手持有能放出電擊的爆破教鞭，能製作超時空爆彈。劇中第二隻被打敗後沒有巨大化的亡凌魔獸。外型是以黑板及課桌椅作為藍本。 | 14,37        |
|      | 亡領・財寶     | 嘉黎拉的手下。使用挖掘鶴嘴鋤為武器，能夠丟金錢炸彈&製造出能當成盾使用的壓碎石板，可藉由嘉黎蕾的歌聲使人不停的在挖找不到的財寶。外型是以寶藏箱和古代石碑的結合作為藍本。 | 16,36        |
|      | 亡領・隕石     | 傳說使恐龍滅絕的亡凌魔獸團體「絕滅」之一。雙手附有流星護盾，身上的隕石球可以當成炸彈使用或丟出去後可以變出大量隕石攻擊，手部能放出火球。強化後左手附有能大量發射隕石的質量投射器，能夠召喚大量隕石。外型是以隕石作為藍本。                                                                 | 17-18,21,36  |
|      | 亡領・小可愛   | 獃賈隆的手下。憑藉嬰兒型態可愛的外表奪走父母，使悲傷加諸在孩子身上，使用能發射光束的手杖為武器。變身成吸血鬼型態時使用皮鞭為武器，嘴巴能發射光束或藉由親吻的方式操縱人類。外型是以嬰兒及吸血鬼作為藍本。                                                                                   | 19           |
|      | 亡領・七夕     | 嘉黎拉的手下。使用能發射光束的竹林槍為武器。能夠將自己身體的一部分變成短冊，在短冊寫上自己的願望的人類願望會強制實現，能夠用自己寫的短冊強行命令別人。但是願望實現的人類會因為體力被吸光而變得極度虛弱&會在第二天死亡。外型是以竹子作為藍本。                                              | 20,36        |
|      |                | デーボ・ウイルスン身體產生的黏液所變成的分身，具有散佈電腦病毒的能力，手部能發射光束。 | 22           |
|      |                | 拉丘洛的手下。能進入人類的夢境內搗亂，使用爆炸枕頭丟人，高反彈枕頭反射攻擊，睡眠枕頭讓人入睡。外型是以睡衣及羊作為藍本。 | 25,37        |
|      |                | 恩多夫的手下。使用印影刀作武器，雙手能射出手裏劍，能使出影分身，也能使用忍法‧影封印產生黑影封印武器。外型是以烏賊及忍者作為藍本。 | 27,36        |
|      |                | 恩多夫的手下。使用十字弓和鉈作武器，頭上的觸角能用來挖洞，能騎乘會發射光束的機車「Road Warrior」。劇中第三隻被打敗後沒有巨大化的亡凌魔獸。外型是以藍圈章魚及獵人作為藍本。 | 27-29,36     |
|      |                | 拉丘洛的手下。是拉丘洛結合了デーボ・ドロンボス和デーボ・ザイホーン的外型創造出來的，頭是デーボ・ザイホーン身體是デーボ・ドロンボス，控制身體的人格為デーボ・ザイホーン，因此會表現出デーボ・ザイホーン的部分習慣。使用挖掘鶴嘴鋤為武器，胸前的金庫能夠塞得下任何東西，全身能發射羽毛攻擊。 | 30           |
|      |                | 嘉黎拉的手下。左手為甜筒鑽頭，右手為螃蟹夾，雙手能發射光束，全身能吸收太陽光，再由嘴巴發射出讓人怠惰並具只想放旅遊假期的放假光束。外型是以小島及海中生物作為藍本。 | 31,36        |
|      |                | 多柯多的手下。持有籃球/室內足球炸彈，右手會丟球，能夠將全身的運動用品射出去攻擊敵人。外型是以各種運動用品作為藍本。 | 32,37        |
|      |                | 獃賈隆的手下。口中能噴出讓人變得沒幹勁的紅葉氣體，能產生特殊的異空間，以栗子炸彈和能放出年糕的年糕鎚作武器，雙手能放出超級栗子炸彈、亦能變出極具黏性的年糕兔子。外型是以秋天及月亮作為藍本。                                                                                               | 33           |
|      |                | 卡奧斯的手下。使用釣竿&能發射子彈的魚叉為武器，有著異於常人的忍耐力。外型是以漁夫及網子作為藍本。 | 34           |
|      |                | 嘉黎拉的手下。使用打板斧為武器，能迷惑人，讓人進入自己心中所想的電影世界。外型是以電影導演、攝影機、電影膠捲、擴音器、電影打板作為藍本。 | 40           |
|      |                | 表面是多柯多的手下，實際是恩多夫的手下。為五兄弟怪人，背部為火雞噴射器，使用聖誕樹矛為武器，肩上的蠟燭能發射光彈，五兄弟能夠進行合體。 | 41-42        |

- 大地魔神迦德瑪（大地の魔神ガドマ）

太古时代，暗黑种亡领为了保护自己所制造的魔神，曾将守护者兽电龙全部破坏，以棺材和墓碑和墓地为蓝本。
- 寒武纪魔（カンブリ魔）

Brave.9登场。力量相当于100只草履魔。

#### 下級兵卒
- 草履魔（ゾーリ魔）

由暗黑種亡領的細胞所衍生而出，原型為草履蟲的戰鬥兵團。武器為拐槍。
- 巨大草履魔（巨大ゾーリ魔）

嘴巴能發射光束。

#### 亡龍者一派
獰猛之戰騎D／ 亡龍者
聲：宮野真守
于《剧场版 兽电战队强龙者 GABURINCHO OF MUSIC》、本篇Brave.39登场。
百面神官卡奧斯採取恐龍的創造的第一個戰騎，使用D號獸電池變身，反派的強龍者，換而言之是邪惡的深藍色戰士。
個性非常的兇猛好戰，甚至比多科多還要兇暴，為了滿足自己戰鬥的慾望，他不時在外到處破壞和戰鬥，連卡奧斯都對他有些戰慄。對於首領卡奧斯沒有任何的忠誠度。
武器為劍，即使習慣使用魔笛型的迴旋鏢「長笛破壞砲（フルートバスター）」，利用長笛破壞砲吹奏出來的音樂會使獸電龍痛苦，體力和力量也會跟著變弱。必殺技為在長笛破壞砲填裝亡領給亡龍者的獸電池，模仿飛棘龍頭部所放出來的高能量彈「魔樂章亡領Finish（魔楽章デーボスフィニッシュ）」，和大吾決戰時用「最終樂章亡領Finish（最終楽章デーボスフィニッシュ）」來稱呼。他專用的機車是「D Racer（Dレーサー）」。平時都是穿着亡龍者的戰鬥服。
拥有00号幻之兽电龙飛棘龍（Tobaspino）。
電視劇使用武器：「ウォー槍刀」

#### 恐龍女孩（ディノガールズ）
忠實的服從亡龍者命令的兩位女戰士，外表為人類女孩的樣子。
雷姆雅（レムネア）
身穿白色服裝的女性戰士，口音非常甜美。宿敵強龍者攻擊時，跳起來躲避後再返回來用赤手空拳進行可怕的攻擊，手會放出閃光彈。口頭禪為「要～消滅大家唷」。
艾絲（アーシー）
身穿黑色服裝的女性戰士。專用武器為劍，和強龍者以劍一決勝負。口頭禪為「とろけちゃう」。

## 強龍者的裝備

### 獸電腰帶（獣電モバックル）
強龍者身上所配戴的腰帶，收納盒部分模仿恐龍的頭的形狀，可收納三枚獸電池供強龍者替換使用，並且收納盒具通信功能（Brave.11時，曾出現簡訊功能），而強龍金使用的邊框是藍色的。

### 獸電池
本作戰隊強龍者的核心物件，寄宿著恐龍之魂．恐龍元神的乾電池型道具，前端有著恐龍頭造型，而獸電池的名稱則以英文字母顯示，大部分兽电池的边缘成银色，中心也會有著對應獸電龍的圖樣。变身、召唤兽电龙、使用守護者獸電池、给其他队友交换使用时就需要喊出「Brave In」後按下前端。內裡的轉輪會變化圖案或文字，除了12、20、21号獸電池。
總體來說，獸電池即為強龍者全部力量的源頭。
當獸電龍需要獸電池的場合時，獸電池會放大為適應獸電龍型態的大小。
而獸電池內的恐龍元神被耗盡後，強龍者們便會放回元神基地的台座上「補充元神（充電）」。
獸電池之分類
總共有著 29 種類的獸電池，以下以2大類區分之：
十大獸電池
賢神多林所選出的10種類的獸電龍（十大獸電龍）的獸電池。即為1～10號的獸電池。
1～5號、9號、10號的獸電池各有4枚，供強龍者5人、強龍紫和強龍銀使用。6號獸電池特別有6枚供強龍金使用。7～8號的獸電池各有2枚供獸電龍戰士團使用，其中1枚會交給強龍者保管和使用。
为配合强龙红嘉年华模式需要使用其它兽电池进行兽电超武装，所以彌生於Brave.28將原本的備用獸電池改裝，讓1～5號、7～9號獸電池各增加了2枚，因此便不用擔心因嘉年華模式而造成獸電池不足。
守護者獸電池（ガーディアンズ電池）
当作技能用、支持著十大獸電龍戰鬥的「獸電龍戰士團・守護者」的獸電池。原本守護者與十大獸電龍一樣擁有肉體，但在恐龍時代末期與暗黑種亡領的決戰中遭到亡領召喚出來的大地の魔神ガドマ消滅，因此導致除了恐爪追跡者以外的守護者的肉體皆遭到摧毀，守護者肉體的碎片後來被巨腕龍的眼淚所包覆，成為了“秘石”  。
11號的獸電池有5枚、12～23號的獸電池各有1枚
彌生於Brave.32將12～23號獸電池各增加了2枚。巨腕龍進入戰鬥模式時需同時啟動所有守護者獸電池並插入巨腕龍背部的插槽以便巨腕龍任意使用守護者們的力量。
| 編號                 | 名稱                                                  | 藍本     | 功能 | 數量 | 使用話數 | 備註 |
| -------------------- | ----------------------------------------------------- | -------- | --- | ---- | --- | --- |
| 00                   | 飛棘龍 TOBASPINO トバスピノ                           | 棘龍     | 變身為強龍深藍 讓獸電龍飛棘龍進入戰鬥模式 | 1    | GABURINCHO OF MUSIC、Brave.39．41．42、100 YEARS AFTER                                                                                              | 在亡龙者手上，還被亡領軍的邪惡力量汙染，獸電池的銀邊變成了黑色，Brave in狀態的恐龍圖案變成了紫色，上面還有亡領軍的標誌，Brave In變成了Deboss In 《劇場版 獸電戰隊強龍者 GABURINCHO OF MUSIC》後此獸電池交給天野美琴保管，但後來在Brave.39天野美琴將此獸電池交給大吾。 |
| 1                    | 暴咬龍 GABUTYRA ガブティラ                            | 暴龍     | 變身為強龍紅 發動必殺技 讓獸電龍暴咬龍進入戰鬥模式 追加獸電武裝 | 6    | 盛夏的Armed On祭、GABURINCHO OF MUSIC、All Brave、強龍者 VS Go Busters、100 YEARS AFTER、特急者 VS 強龍者                                           | 於《劇場版 獸電戰隊強龍者 GABURINCHO OF MUSIC》中，藉由天野美琴歌聲的力量下恢復了所有力量後，使的該電池變成了No.W「暴咬龍 暴咬龍」 |
| 2                    | 副槍龍 PARASAGUN パラサガン                           | 副櫛龍   | 變身為強龍黑 發動必殺技 讓獸電龍副槍龍進入戰鬥模式 追加獸電武裝 | 6    | All Brave、GABURINCHO OF MUSIC、All Brave、强龙者 VS Go Busters、100 YEARS AFTER、特急者 VS 强龙者                                                  | |
| 3                    | 劍針龍 STEGOTCHI ステゴッチ                           | 劍龍     | 變身為強龍藍 發動必殺技 讓獸電龍劍針龍進入戰鬥模式 追加獸電武裝 | 6    | 盛夏的Armed On祭、All Brave、GABURINCHO OF MUSIC、强龙者 VS Go Busters、100 YEARS AFTER、特急者 VS 强龙者                                           | 在盛夏的Armed On祭中強龍藍被已打到的两个亡领军的幽灵附身，Brave In變成了Ghost In。 |
| 4                    | 迅爪龍 ZAKUTOR ザクトル                               | 迅猛龍   | 變身為強龍綠 發動必殺技 讓獸電龍迅爪龍進入戰鬥模式 追加獸電武裝 | 6    | All Brave、GABURINCHO OF MUSIC、All Brave、强龙者 VS Go Busters、100 YEARS AFTER、特急者 VS 强龙者                                                  | |
| 5                    | 鑽角龍 DRICERA ドリケラ                               | 三角龍   | 變身為強龍粉紅 發動必殺技 讓獸電龍鑽角龍進入戰鬥模式 追加獸電武裝 | 6    | All Brave、GABURINCHO OF MUSIC、All Brave、强龙者 VS Go Busters、100 YEARS AFTER、特急者 VS 强龙者                                                  | |
| 6                    | 翼轟龍 PTERAGORDON プテラゴードン                     | 無齒翼龍 | 變身為強龍金 發動必殺技 讓獸電龍翼轟龍進入戰鬥模式 追加獸電武裝（在盛夏的Armed On祭中使用） | 6    | 盛夏的Armed On祭、Brave.10～Final、GABURINCHO OF MUSIC、强龙者 VS Go Busters、100 YEARS AFTER、特急者 VS 强龙者                                     | 此獸電池一個在賢神多林手上，在四百年前在空蟬丸因為亡領軍的陰謀而失蹤後破損，另一個亡領軍手上，還被亡領軍的邪惡力量汙染，獸電池的銀邊變成了黑色，Brave in狀態的恐龍圖案變成了紫色，上面還有亡領軍的標誌，Brave In變成了Deboss In。 卡奧斯將此獸電池交給多柯多,希望將他的憤怒力量加入於此電池內增強翼轟龍的戰鬥力，賢神多林手上的那枚在藉由多林和拉米瑞茲靈魂的力量下獲得修復，而亡領軍手上的那枚則隨著空蟬丸的復活，獸電池也跟著被粉碎。 在盛夏的Armed On祭中，另有一个由各古代兽电龙灵魂聚集而成的6号兽电池，獸電池的銀邊變成了棕色，可使强龙金兽电武装，拥有黃金斬擊雷電劍。 |
| 7                    | 甲鎚龍 ANKYDON アンキドン                             | 甲龍     | 變身為強龍青 發動必殺技 讓獸電龍甲鎚龍進入戰鬥模式 | 4    | GABURINCHO OF MUSIC、盛夏的Armed On祭、Brave.5～7．10．14．15．18．20．23．28～32．34～37．39．41．42．47．Final、100 YEARS AFTER、特急者 VS 强龙者 | |
| 8                    | 錘頭龍 BUNPACHY ブンパッキー]                         | 厚頭龍   | 變身為強龍灰 發動必殺技 讓獸電龍錘頭龍進入戰鬥模式 | 4    | GABURINCHO OF MUSIC、盛夏的Armed On祭、Brave.17～20．23．24．27～32．34～39．41．42．47．Final、100 YEARS AFTER、特急者 VS 强龙者                   | |
| 9                    | 箭頸龍 PLEZUON プレズオン                             | 蛇頸龍   | 變身為強龍紫 發動必殺技 讓獸電龍箭頸龍進入戰鬥模式 追加獸電武裝 | 6    | 盛夏的Armed On祭、Brave.21～33．35～37．39．41．42．44．47．Final、100 YEARS AFTER、特急者 VS 强龙者                                                | 其中1枚獸電池已交給大吾。 在盛夏的Armed On祭中，另有一个由各古代兽电龙灵魂聚集而成的9号兽电池，獸電池的銀邊變成了紫色，可使强龙红兽电武装，拥有箭頸龍火箭筒。 |
| 10                   | 巨腕龍 BRAGIGAS ブラギガス                            | 腕龍     | 變身為強龍银 發動必殺技 讓獸電龍巨腕龍進入戰鬥模式 | 4    | 強龍者 VS Go Busters、Brave.34～Final、100 YEARS AFTER、特急者 VS 強龍者                                                                            | Brave.32中雖然有四枚，但當時的內容還是空的，並沒有獸電龍的符號。 直到Brave.34才有巨腕龍的符號。 |
| 11                   | 恐爪追逐車 DEINOCHASER [ディノチェイサー              | 恐爪龍   | 具有恐爪龍之力的獸電池。 能召喚兩隻獸電龍恐爪龍和追跡者。 恐爪龍和追跡者可合體為強龍者專用高速機車。 | 5    | GABURINCHO OF MUSIC、Brave.3．4．6．9．11．26．28．29．34～38．40～42．44．45．47                                                                   | |
| 12                   | 恐鱷掘地機 DEINOSGRANDER ディノスグランダー           | 恐鱷     | 具有恐鱷之力的獸電池。 將強龍者的獸電武裝強化成挖掘模式。 可以將所有硬物鑽開。 | 3    | Brave.16．22．26．34～38．40～42．44～46 | 伊恩利用龍咬左輪使用此獸電池可惜與當初使用釘狀龍的後果一樣，之後發現使出其獸電池都要用一定方法才可以發出真正的力量，最終發現將力量裝上追加鎧甲上變成恐鱷挖掘機。後伊恩使用恐鱷鑽挖機破壞獃賈隆的盔甲以釋放他的靈魂。 |
| 13                   | 釘龍銳擊槍 KENTROSPIKER ケントロスパイカー            | 釘狀龍   | 具有釘狀龍之力的獸電池。 將強龍者的獸電鎧組合為釘狀龍銳劍。 也能大幅強化龍咬左輪的威力，但強化後的後座力過強，會將使用者直接震飛。 | 3    | 超級英雄大戰Z、GABURINCHO OF MUSIC、強龍者 VS Go Busters、Brave.4．7．12．16～18．20．24．34～38．40～42．44．45、100 YEARS AFTER                   | |
| 14                   | 魅戟龍 STYMERO スティメロ                             | 戟龍     | 具有戟龍之力的獸電池。 能夠讓目標愛上此獸電池的使用者。 | 3    | Brave.6．11．19．34～38．40～42．44．45 | 艾美曾使用此獸電池進行色誘戰術。 如果使用鏡子反射，能夠讓目標愛上鏡子中的人物。 |
| 15                   | 異燃龍 ALLOMERUS [アロメラス                          | 異特龍   | 具有異特龍之力的獸電池。 具有操縱火焰之力。 裝填於龍咬左輪，便可噴出火焰。 裝填於暴咬龍口中，則能讓其噴火。 發動必殺技。 | 3    | GABURINCHO OF MUSIC、盛夏的Armed On祭、強龍者 VS Go Busters、Brave.5．10．12．23．26．34～38．40～42．44．45                                        | 巨腕龍使用此守護者力量時效果:可吸收火焰並且噴向敵人 |
| 16                   | 延震龍 BEYONSMO ビヨンスモ                            | 梁龍     | 具有地震龍之力的獸電池。 具有延伸的能力。 裝填於暴咬龍口中，可延伸出暴咬龍的頭。 | 3    | 強龍者 VS Go Busters、Brave.10．34～38．40～42．44．45                                                                                              | |
| 17                   | 臭蛋龍 OVIRAPPOO オビラップー                         | 偷蛋龍   | 具有竊蛋龍之力的獸電池。 能發出催淚瓦斯 。 裝填於暴咬龍口中，則能讓其放出含有催淚瓦斯的屁。 裝填於龍咬左輪，則能讓其槍口放出含有催淚瓦斯的氣體。 | 3    | 盛夏的Armed On祭、Brave.7．10．17．25．34～38．40～42．44．45                                                                                       | |
| 18                   | 笑禽龍 IGERANODON イゲラノドン                        | 禽龍     | 具有禽龍之力的獸電池。 能讓由此獸電池的能量化成的無數隻手用手指來搔目標的癢，藉此來讓目標狂笑。 | 3    | 盛夏的Armed On祭、Brave.8．11．17．34～38．40～42．44．45                                                                                           | 強龍藍在使用此獸電池時，會故意講冷笑話藉此獲得成就感。 |
| 19                   | 軟薄翼龍 TUPERANDA トぺランダ                         | 雷神翼龍 | 具有雷神翼龍之力的獸電池。 能夠讓目標變成跟紙一樣薄。 | 3    | Brave.5．6．24．34～38．40～42．44．45 | 艾美曾藉此獸電池的力量進入甲鎚龍的獸電池之中。 |
| 20                   | 渦卷菊石 GURUMONITE グルモナイト                      | 菊石     | 具有菊石之力的獸電池。 能讓目標暈眩藉此讓其失去平衡感。 | 3    | Brave.11．17．26．34～38．40～42．44．45 | 巨腕龍使用此守護者力量時效果:能讓多名目標暈眩藉此讓其失去平衡感。 |
| 21                   | 鈍龜 ARCHENOLON アーケノロン                          | 古巨龜   | 具有巨龜之力的獸電池。 將一定範圍的重力變成超重力，藉此讓人的行動變得遲緩而且無法站立。 | 3    | 強龍者 VS Go Busters、Brave.15．17．34～38．40～42．44．45                                                                                          | 此獸電池由於使用時會敵我不分，只要待在其發動的範圍內，就會被其力量影響，因此每次使用前都必須三思。 但巨腕龍使用此守護者力量時則不受影響，同時於體內的強龍者亦因而不受影響 |
| 22                   | 腹脹盜龍 PUKUPTOR プクプトル                          | 福井盜龍 | 具有福井盜龍之力的獸電池。 具有膨脹的能力。 可藉由像氣球一般鼓起的身軀攻擊敵人，也可漂浮於空中。 | 3    | Brave.10．16．21．23．34～38．40～42．44．45 | Brave.21時六人藉此獸電池的能力使出合擊招式「伸叔球」。 |
| 23                   | 雙倍龍 FUTABAIN フタバイン                            | 雙葉龍   | 具有雙葉龍之力的獸電池。 具有复制的能力。 | 3    | 超級英雄大戰Z、GABURINCHO OF MUSIC、Brave.32．34～38．40～42．44．45                                                                                | 《假面騎士×超級戰隊×宇宙刑事 超級英雄大戰Z》强龙金借此将自己复制为六人。 《劇場版 獸電戰隊強龍者 GABURINCHO OF MUSIC》强龙黑借此将强龙桃复制为四人。 Brave.32强龙黑借此将强龙者六人复制为十二人。 |
| 強龍紅嘉年華登場     |                                                       |          | |      | | |
| 1+                   | 暴咬龍 GABUTYRA カーニバル                            |          | 強龍紅专用强化1号兽电池。 强化1号兽电池裝在暴咬龍中。音效為：「Gaburincho・オーバーチャージ」能讓暴咬龍變成縮小變成迷你暴龍（ミニティラ），然後讓強龍紅將迷你暴龍變形成暴咬龍嘉年華（ガブティラ・デ・カーニバル）並藉由暴咬龍嘉年華的力量变身为强龙红嘉年华模式。 | 1    | 強龍者 VS Go Busters、Brave.26～34．36～40．42～44．47．Final、100 YEARS AFTER、特急者 VS 強龍者                                                    | 獸電池的邊缘为红色，Brave in狀態的恐龍圖案为蓝色。直接裝填進龍咬左輪的話，會让强龙红暴走变身为兽电龙人，此獸電池是彌生因應暴咬龍的想法而製作出來的，但在測試時由於沒搞清楚暴咬龍真正的想法而直接裝進龍咬左輪因此暴走，後來彌生在檢查此獸電池時發現其一部分的能量有減弱力量的特性，才知道這個獸電池不是給強龍紅，而是給暴咬龍使用的，因為這個獸電池就是因應暴咬龍想隨時陪在大吾身邊戰鬥的想法而誕生的，因此此獸電池的真正能力是讓暴咬龍縮小變成迷你暴龍（ミニティラ），並讓其能變形為變身槍「暴咬龍嘉年華」。                                                                  |
| V                    | 勝利 VICTORY ビクトリー                               |          | 強龍紅嘉年華形態-變形槍專用-V銀獸電池。 | 1    | 強龍者 VS Go Busters、Brave.32～34．36．37．39．42～44．47．Final、特急者 VS 強龍者                                                                 | 主要由強龍紅發動，插入變形槍Gabutira・de・Carnival後可發動獸電Victory Finish。如再插入已串聯的X金獸電池的話就可發動獸電Victory Maximum Finish。 |
| X                    | 最大 MAXIMUM マキシマム                               |          | 強龍紅嘉年華形態-變形槍專用-X金獸電池。 | 1    | Brave.33．34．36．37．39．42～44．47．Final、特急者 VS 強龍者                                                                                       | 主要由強龍金發動，與V銀獸電池串聯後由強龍紅插入變形槍Gabutira・de・Carnival以便發動獸電Victory Maximum Finish。 |
| 劇場版與連動作品登場 |                                                       |          | |      | | |
| W                    | 暴咬龍 GABUTYRA GABUTYRA ガブルアームドオンガブティラ |          | 剧场版登场兽电池，使兽电武装加倍。 | 1    | GABURINCHO OF MUSIC | |
| D                    | 邪惡飛棘龍 TOBASPINO デスリュウジャー                 | 棘龍     | 變身為亡龙者 發動必殺技 | 4    | GABURINCHO OF MUSIC | 獸電池的邊缘为靛蓝，Deboss in狀態的恐龍圖案为紫色。 |
| V                    | 獸連者 ZYURANGER ジュウレンジャー                     |          | | 1    | 強龍者 VS Go Busters | |
| V                    | 暴連者 ABARANGER アバレンジャー                       |          | | 1    | 強龍者 VS Go Busters | |
| V                    | Go busters GO BUSTERS ゴーバスターズ                  |          | | 1    | 強龍者 VS Go Busters | |
| SP                   | 強龍者 KYORYUGER キョウリュウジャー                   |          | | 1    | 100 YEARS AFTER | |
| K                    | 神鍬形蟲 GOD KUWAGATA ゴッドクワガタ                  | 神鍬形蟲 | 變身為王之強龍紅 發動必殺技 | 1    | 《王樣戰隊帝王者》第32集 | 獸電池的邊缘为金色，獸電池的圖案为鍬形蟲。 |

## 强龙者武器
龍咬左輪（ガブリボルバー）
由5人全員、強龍青（二代）、強龍灰（二代）以及强龙紫使用；给強龍银使用的为红白蓝三色的巨型龍咬左輪（ギガガブリボルバー），具有恐龍頭部造型的槍型變身器，两者亦为通往与巨腕龙重新合为一体的元神基地的通行证，巨型巨腕龙王的启动装置。龍咬左輪则为獸電巨人強龍神的啟動裝置，两者皆由前任强龙紫Dr.烏爾謝德所制造。最初的龍咬左輪是把單純的槍，且顏色就如同化石般的土灰色，巨型龍咬左輪为银灰色，但只要持有者戰勝獸電龍並得到認可，龍咬左輪機能即全面解放，並恢復到原來的色彩。前部有著2個獸電池的插槽，只要按壓後方的桿部，前方的下顎部分便會打開以便装上獸電池。
在喊出「Brave In !」啟動獸電池後，將獸電池插入前部下方的插槽，龍咬左輪就會發出「Gaburincho！XX！」（XX為1~5號、7~9號的、10號的獸電池的名字）的音效，搭配著眾人喊聲「強龍變身 !」後，撥動槍上的轉輪，再同聲喊出「Fire !」並扣下扳機發射恐龍元神。恐龍元神再附身於持有者身上後，強龍者的頭盔與服裝即順利著裝完成。
龍咬左輪擊發後可射出強力的光彈，在尚未變身前均收納於全員右腿上的槍套袋。在獸電池插入下方插槽的狀態，可使龍咬左輪射出強力光彈。而一旦上方插槽同時装上了獸電池後，兩枚獸電池的能量可將龍咬左輪威力提升到極致（兩枚獸電池的號碼可以不相同的），使出超強力光彈的必殺技「獸電勇者終極波」。
強龍青（二代）、強龍灰（二代）以及强龙紫、強龍银除外，5人全員將自己的獸電池插入上方插槽的狀態下，再進行一次的開闔上膛後，把龍咬左輪貼於右手臂滑行，即為「Armed On」并追加獸電武裝。
龍咬斬刃（ガブリカリバー）
由斩击之勇者強龍绿、強龍紫使用的刀劍型武器。在造型設計上同龍咬左輪亦參考恐龍頭部形狀。由特殊合金製成的刀刃可削鐵如泥，前方嘴部可装上一枚獸電池，使出超強力斬擊的必殺技為「獸電Brave Slash」。將龍咬斬刃摺疊變形後，與龍咬左輪結合而成的大型槍为龍咬加農砲（ガブルキャノン），具有高速連射能力的機關槍模式以及單擊爆發力十足的霰彈槍模式，於《國王戰隊帝王者》第32話中在Price與巨大草履魔的戰鬥中被斬斷在經由陽馬·卡斯特的修復下改良成了「王者龍咬聖劍」。
王者龍咬聖劍（キングガブリカリバー）
由王之強龍紅使用，具有恐龍頭部造型的槍型變身器。

### 獸電武裝
喊出「Armed On」後出現的專用裝備，裝備時，右手臂會著裝類似恐龍背鰭的追加鎧甲。

武器著裝於右手，武器上也都有著相應獸電龍的圖騰，武器也可合體
暴咬龍獠牙（ガブティラファング）
強龍紅專用，外觀模仿暴咬龍頭部的拳套型武器，也可用於「嚙咬」敵人。
必殺技為「暴咬龍·岩烈拳（ガブティラ岩烈パンチ）」。
與副槍龍手槍組合而成的槍型武器为獠牙槍（ファングショット），可發出威力強於副槍龍手槍的光彈。
與其他專用裝備和13號獸電池合體而成的巨劍为釘狀龍銳劍
副槍龍手槍（パラサショット）
強龍黑專用的光線槍。
劍針龍刺盾（ステゴシールド）
強龍藍專用的防禦型武器，盾本身亦可用於攻擊，可装上13号獸電池发动钉状龙锐剑的必杀技。
和迅爪龍斬刃和副槍龍手槍組合而成的武器为盾鑽斬刃（シールドランスラッシャー）。
迅爪龍斬刃（ザクトルスラッシャー）
強龍綠專用的爪型武器，以三把爪形刀刃划破敌人。
和劍針龍刺盾、副槍龍手槍組合而成的武器为斬刃盾槍（スラッシュシールドショット）。
鑽角龍鑽矛（ドリケランス）
強龍粉紅專用的手持式鑽頭型武器。
釘狀龍銳劍（ケントロスパイカー）【台譯：釘龍銳擊槍】
由強龍者五人的專屬武器利用13號獸電池“釘狀龍銳劍”合體而成的巨劍。
由於13號獸電池釘狀龍銳劍有著強大的貫穿能力及後座力，故發動時需五人同心凝聚力量，由強龍紅負責以投擲標槍的方式來消滅敵人的「獸電Brave Finish」。

### 強龍金專用裝備
龍咬變身器（ガブリチェンジャー）【港譯：龍咬變身槍刃】
強龍金的變身器兼武器，與龍咬左輪不同，是多林消耗自己大量的生命力製作而成的，在喊出「Brave In !」啟動6號獸電池後，打開龍咬變身器嘴部後插入獸電池再把嘴部閉起來，龍咬變身器會發出「Gaburincho！PTERAGORDON！」的音效, 搭配空蟬丸喊出「堂堂正正的強龍變身！」並拉住拉環後，龍咬變身器的翼刃會展開，再喊出「Fire！」後放開拉環發射恐龍元神 。恐龍元神再附身於持有者身上後，強龍金的頭盔與服裝即順利著裝完成。
龍咬變身器的翼刃能用來攻擊，配合強龍金背部的像翅膀一樣的裝甲能發動「雷電飛翔斬」，而且能藉拉動拉環來發射雷電，每拉一下就能發射一發的「雷電砲」。
打開龍咬變身器嘴部後再插入獸電池，使出超強力光彈的必殺技「獸電Brave Finish」（Brave.25）。
斬擊雷電劍（ザンダーサンダー）
強龍金的武器，同時皆可啟動獸電巨人，可以和龍咬變身器联动，並且可以当成來福槍來發動招式「雷鳴彈」（Brave.19）。
能於內部的三个电池槽把自己的獸電池嵌入以發出威力強的電擊，亦可把其他獸電池嵌入和自己的獸電池连动，越多獸電池便能發出威力越強的力量：嵌入第一粒獸電池時就能發動招式「秘技．雷鳴之舞」；嵌入兩枚獸電池時就能發動招式「斬擊雷電．雷電衝擊波」；嵌入獸電池15號及20、3號及4號、15號及16號時可發動招式「雷電．火焰漩渦」、「獸電Brave Finish．雷電三段返」、「獸電Brave Finish．雷電火炎自在斬」；嵌入1號獸電池時可發動招式「雷電咬擊崩」；三个电池槽同时有自己的獸電池時就能發動空蟬丸最強的招式「獸電Brave Finish．雷電殘光」。

### 強龍红嘉年华模式專用裝備
變形槍 暴咬龍・日・嘉年華（ガブティラ・デ・カーニバル）
暴咬龍的過充模式變形槍。
暴咬龍・日・嘉年華的最強必殺技：暴咬龍Gabutyra的獸電池插入變形槍暴咬龍・日・嘉年華發射，熱的桑巴能量「獸電Carnival Finish」。以暴咬龍為主體，以獸電池的力量進行超武裝，就能讓3體獸電龍的力量附到身上令最強勇者誕生。在武裝前，要將武裝用的獸電池放入迷你暴咬龍口中，並進行開合一次之後「Fire」進行武裝。而所有武裝都是仿效強龍神的型態。（不包括劍針龍（Stegotchi） + 飛棘龍（Tobaspino）

#### 強龍紅嘉年華模式5大超武裝
強龍紅・森巴嘉年華(キョウリュウレッド・サンバカーニバル)
=劍針龍（Stegotchi） + 鑽角龍（Dricera）
強龍紅・西部嘉年華(キョウリュウレッド・ウエスタンカーニバル)
=副槍龍（Parasagun） + 迅爪龍（Zakutor）
強龍紅・雄風嘉年華(キョウリュウレッド・マッチョカーニバル)
=甲鎚龍（Ankydon） + 鑽角龍（Dricera）
強龍紅・功夫嘉年華(キョウリュウレッド・カンフーカーニバル)
=甲鎚龍（Ankydon） + 錘頭龍（Bunpachy）
強龍紅・森巴嘉年華Special(キョウリュウレッド・サンバカーニバル Special)
=劍針龍（Stegotchi） + 飛棘龍（Tobaspino）
合體槍 暴咬嘉年華（ガブリカーニバル）
龍咬左輪與暴咬龍・日・嘉年華結合而成的大型槍。

## 強龍者合力技
大叔球
源於《秘密戰隊五連者》當中的合力必殺技「五連者颶風」，強龍者用以對抗亡凌魔獸團體「絕滅」的「星疾毀滅球」而使出的招式。
顧名思義此招式就是將暱稱大叔的強龍藍當成球來進行攻擊。
使用方式為先使用22號獸電池（澎脹盜龍）將強龍藍變為氣球，然後根據「桃→綠→黑→金→紅」的次序將變為氣球的強龍藍打出去攻擊敵人。
星疾毀滅球
源於《秘密戰隊五連者》當中的合力必殺技「五連者颶風」，本為亡凌魔獸團體「絕滅」的合擊招式。
但最後1次發動時星疾毀滅球不慎被強龍綠搶走，強龍者們就根據「綠→桃→藍→黑→金→紅」的次序傳球，最後由強龍紅以強龍灰傳授的拳法「鐵碎拳・激烈突破」，將球從強龍金手上打出去攻擊敵人。

## 獸電龍

### 十大獸電龍

#### 暴咬龍（ガブティラ，Gabutyra；音譯：迦佩帝拉 or 加布提拉）
【基本資料】
| 身長  | 身寬  | 身高（通常） | 身高（戰鬥模式） | 體重     | 速度    | 力量輸出    | 強龍神合體部位                                   |
| ----- | ----- | ------------ | ---------------- | -------- | ------- | ----------- | ------------------------------------------------ |
| 73.3m | 34.1m | 46.1m        | 49.9m            | 2100公噸 | 350km/h | 800萬匹馬力 | 頭、身體、雙腳、背部護甲（暴咬龍的頭裝在右肩上） |

獸電池編號 No.1，由「暴龍」進化而來，強龍紅桐生大吾的搭檔獸電龍，身體主色為紅色和黃色。在十大獸電龍中，是以最強攻擊力著稱的領導者。擅長用咬合力超強的大嘴搭配銳利的鋼牙使出威力驚人的咬殺攻擊。外表兇猛粗暴，但是卻對自己認同的人相當溫和。平常藏身在某座南洋小島上的火山中，於Brave.1初登場。
在Brave.1中歷經一個月的戰鬥後，被桐生大吾以相當大膽的戰略打敗，雖然認同了第一個能讓自己倒地的大吾是貨真價實的「強悍的龍之人」，但是見識過亡領軍的恐怖的牠，由於不願意將大吾捲入戰鬥中，因此當時並未授予他強龍者的力量，之後在未填充獸電池的狀態下，隻身迎戰滅絕了無數同胞的亡領魔獸 デーボ・ヒョーガッキ，但因力量不足而遭冰封。在看到隨後趕到的大吾膽敢以肉身挑戰亡領軍的堅定覺悟後，終於完全認同大吾並將強龍者的力量交給了他。
吞下1號獸電池後即可進入戰鬥模式，與平時的差別為頭上的羽冠會豎起來，眼睛也變得更炯炯有神。若強化1號獸電池裝在暴咬龍中能讓暴咬龍變成縮小變成迷你暴龍（ミニティラ），然後讓強龍紅將迷你暴龍變形成暴咬龍嘉年華並藉由暴咬龍嘉年華的力量變身為強龍紅嘉年華模式。有可用位置给予2-5，7-8号兽电龙咬合
於《平成騎士對昭和騎士 假面騎士大戰 feat.超級戰隊》再次出場，並能變身成暴咬龍烈車，由強龍紅作為烈車駕駛員。
於《國王戰隊帝王者》第33話中由大吾親自將暴咬龍托付給了Prince，於第34話中該獸電龍可跟「神機蜻蜓、神機螳螂、神機蝴蝶以及神機胡蜂」結合成「王之強龍神」。
名字為Tyrannous（暴龍的英語名稱）與Gabu（日語中「咬合」的擬聲詞）結合而成。

#### 副槍龍（パラサガン，Parasagun；音譯：帕拉薩岡）
【基本資料】
| 身長  | 身寬  | 身高  | 體重    | 速度    | 力量輸出    | 強龍神與棘大王合體部位 |
| ----- | ----- | ----- | ------- | ------- | ----------- | ---------------------- |
| 43.5m | 15.0m | 25.3m | 700公噸 | 300km/h | 250萬匹馬力 | 右手（光束槍武裝）     |

獸電池編號 No.2，由「副櫛龍」進化而來，強龍黑伊恩・尤克蘭的搭檔獸電龍，身體主色為黑色和黃色。是十大獸電龍中最擅於狙擊的冷靜酷哥。擅長運用從尾巴展開的光束槍搭配自身的特殊雷達能力使出精確鎖定對手的機關槍掃射。平時藏身在歐洲某國內一個湖畔旁的古堡中。於Brave.4初登場。
在伊恩遭到哀之戰騎獃賈隆攻擊掉下懸崖時，是牠出手救了伊恩。
吞下2號獸電池後即可進入戰鬥模式，與平時的差別為尾巴會縱向展開，露出隱藏的光束槍。
名字為Parasaurolophus（副櫛龍的英語名稱）與Gun（英語中「槍」的意思）結合而成。

#### 劍針龍（ステゴッチ，Stegochi；音譯：司鐵哥齊）
【基本資料】
| 身長  | 身寬  | 身高（通常） | 身高（戰鬥模式） | 體重    | 速度    | 力量輸出    | 強龍神合體部位   |
| ----- | ----- | ------------ | ---------------- | ------- | ------- | ----------- | ---------------- |
| 38.4m | 14.6m | 19.5m        | 21.5m            | 850公噸 | 250km/h | 300萬匹馬力 | 右手（劍盾武裝） |

獸電池編號 No.3，由「劍龍」進化而來，強龍藍有働伸治的搭檔獸電龍，身體主色為藍色和黃色。在十大獸電龍中是以鐵壁般的防禦力著稱，常成為其他獸電龍夥伴盾牌的防守專家。但也能用背上的劍刃配合身體的高速旋轉對敵人使出強力斬擊。平時藏身在颳著暴風雪的北極冰原下。於Brave.2初登場。
吞下3號獸電池後即可進入戰鬥模式，與平時的差別為收納在背上兩排盾板中間的劍刃會向外彈出來。
名字為Stegosaurus（劍龍的英語名稱）與Gocchi（日語中「斬擊」的擬聲詞）結合而成。

#### 迅爪龍（ザクトル，Zakutor；音譯：薩克托魯）
【基本資料】
| 身長  | 身寬  | 身高  | 體重    | 速度    | 力量輸出    | 強龍神與棘大王合體部位 |
| ----- | ----- | ----- | ------- | ------- | ----------- | ---------------------- |
| 42.0m | 15.0m | 21.4m | 700公噸 | 400km/h | 250萬匹馬力 | 左手（斬刃武裝）       |

獸電池編號 No.4，由「迅猛龍」進化而來，強龍綠立風館總司的搭檔獸電龍，身體主色為綠色和黃色。十大獸電龍中，沉默的不斷磨練自身戰鬥技巧的修行者，擅長利用自己過人的速度和敏捷度搭配尾巴的三連爪刃，在閃躲敵人攻擊的同時伺機斬殺對手。平時藏身在日本境內某座靜謐的竹林深處。於Brave.3初登場。
吞下4號獸電池後即可進入戰鬥模式，與平時的差別為原本尾巴的單刀會縱向伸展開，變成殺傷力更強的三連爪刃。
名字為Velociraptor（迅猛龍的英語名稱）與Zaku（日語中「斬擊」的意思）結合而成。

#### 鑽角龍（ドリケラ，Dricera；音譯：朵莉琪拉）
【基本資料】
| 身長（通常） | 身長（戰鬥模式） | 身寬  | 身高  | 體重    | 速度    | 力量輸出    | 強龍神合體部位   |
| ------------ | ---------------- | ----- | ----- | ------- | ------- | ----------- | ---------------- |
| 45.2m        | 48.4m            | 14.4m | 14.1m | 850公噸 | 300km/h | 300萬匹馬力 | 左手（電鑽武裝） |

獸電池編號 No.5，由「三角龍」進化而來，強龍粉艾美結月的搭檔獸電龍，身體主色為粉紅色和黃色。是十大獸電龍中衝撞攻擊力最優秀的戰士。擅長用頭上的一對鋼角貫穿敵人，以及用尾巴的巨型鑽頭背對敵人使出的高速旋轉突刺攻擊。平時藏身在砂塵暴吹拂的美國境內某座峽谷中。於Brave.2初登場。
吞下5號獸電池後即可進入戰鬥模式，與平時的差別為尾巴的鑽頭會更加向外伸展。
名字為Triceratops（三角龍的英語名稱）與Drill（英語中「鑽」的意思）結合而成。

#### 翼轟龍（プテラゴードン，Pteragordon；香港和大陸翻譯：雷翼龍；音譯：普特拉哥頓）
【基本資料】
| 身長（通常） | 身寬（通常） | 身高（通常） | 體重     | 速度    | 力量輸出    |
| ------------ | ------------ | ------------ | -------- | ------- | ----------- |
| 51.9m        | 90.0m        | 17.8m        | 1900公噸 | 900km/h | 700萬匹馬力 |

獸電池編號 No.6，由「無齒翼龍」進化而來，強龍金空蟬丸的搭檔獸電龍，身體主色為金色和黑色，雙翼上、下面各有一個藍色、金色的閃電圖案。是十大獸電龍的攻擊核心，速度有如電光石火的衝鋒隊長。擅長在空中高速飛行並以雷電攻擊敵人的空戰高手，平時藏身在雷電交加的烏雲之中。於Brave.7初登場。
吞下6號獸電池後即可進入戰鬥模式，與平時的差別為能從嘴巴和翼爪發出威力強大的閃電。
400年多前，強龍金中了亡領軍的圈套而消失無蹤的一戰中，雷翼龍也被黑暗力量所傷而黑暗化。多林為了讓牠復原而將其封印在暴咬龍守護的小島上的另一座火山裡面。但是在Brave.7中，百面神官 卡奧斯用聲東擊西戰術引開強龍者們，成功解除封印而奪走了雷翼龍。之後卡奧斯將雷翼龍的獸電池交給怒之戰騎 多柯多使用，出乎意料的是，多柯多竟然也能讓獸電池填充力量！雷翼龍的力量將對強龍者造成重大威脅。黑暗型態的雷翼龍，頭部上像眼罩一樣的構造遮住眼睛，並發出詭異的紫色光芒，在Brave.9時甚至能在沒吞下獸電池的情況下發出紫色的雷電。
Brave.8中四處尋找雷翼龍的多林在亡領魔獸 デーボ・ココドーコ潛伏的遊樂園上空驚見自己認為早已死亡的強龍金的身影。在ココドーコ被打倒後，黑暗型態的雷翼龍突然從雷雲中飛出並攻擊強龍者們，牠和復原巨大化的ココドーコ的聯手夾攻連強龍神西部型態都難以招架。之後雖然靠大吾的機智作戰化險為夷，但牠能獨力轟殺巨大亡領魔獸的力量仍讓大家震驚不已…。
Brave.9中，雷翼龍在多柯多的控制下在街道上四處破壞，在強龍者們抵達現場後，多柯多讓雷翼龍吞下獸電池，為了不讓災情擴大，於是大吾讓總司和艾美去救援民眾，伸治和伊安呼叫劍針龍和副槍龍，而大吾和多林迎戰多柯多並在多柯多面部的鎧甲留下裂痕後，多柯多讓雷翼龍變形成雷翼電王，可是總司和艾美還沒回來，於是無奈之下只能合體成強龍神副槍龍劍針龍，起初強龍神副槍龍劍針龍幾乎是被壓著打，之後大吾用計讓攻擊打中雷翼電王，然而這次攻擊讓多柯多臉部的裂痕擴張並碎了一小角，在看到自己臉部破損的部分露出了人類的眼睛後，多柯多讓雷翼電王變回雷翼龍後就撤退了。
Brave.10中多柯多為了阻止總司和艾美逃跑將雷翼龍叫了出來，這時其他人陸續到場支援，之後伊安將16號獸電池交給了大吾，藉由16號獸電池的力量，暴咬龍成功的將雷翼龍拖到了地面上，之後大吾迎戰多柯多，並使用了注入了多林和拉米瑞茲的魂的6號獸電池打算淨化被多柯多封印的空蟬丸的靈魂，一開始以為失敗了，可是當多柯多讓雷翼龍變形成雷翼電王並進入雷翼電王的駕駛艙時，空蟬丸成功的擺脫了多柯多的控制，同時雷翼龍也擺脫了黑暗力量的控制，變回了正義的獸電龍，頭部上像眼罩一樣的構造往上移，眼睛也能張開了。
有可用位置给予2-5，7-8号兽电龙咬合。
名字為Pteranodon（無齒翼龍的英語名稱）與Gorogoro（日語中「閃電」的擬聲詞）結合而成。

#### 甲鎚龍（アンキドン，Ankydon；音譯：安基峒）
【基本資料】
| 身長（通常） | 身長（戰鬥模式） | 身寬  | 身高（通常） | 身高（戰鬥模式） | 體重     | 速度    | 力量輸出    | 強龍神與棘大王合體部位 |
| ------------ | ---------------- | ----- | ------------ | ---------------- | -------- | ------- | ----------- | ---------------------- |
| 45.2m        | 48.4m            | 18.4m | 18.0m        | 16.7m            | 1000公噸 | 200km/h | 400萬匹馬力 | 右手（鐵鎚武裝）       |

獸電池編號 No.7，由「甲龍」進化而來，在500年前是強龍青拉米瑞茲的搭檔獸電龍，現在是獸電戰隊的夥伴，身體主色為青色和銀色。十大獸電龍中對自己的力氣十分自豪的豪傑。擅長用怪力輕鬆揮動巨大的重鎚尾巴將敵人揍成肉餅。平時藏身在地底深處。於Brave.5初登場。
原本拉米瑞茲（靈魂體）在得知獸電戰隊組成後，決定要將搭檔託付給他們。但是半路上甲鎚龍卻突然失去控制，他趕緊向強龍者們求助，一開始大家以為這是亡領魔獸 デーボ・バティシエ（凶暴化狀態）的蛀牙射線造成的，但是打倒牠後甲鎚龍還是沒有恢復正常。之後才發現元兇其實是當年被拉米瑞茲與甲鎚龍打倒後又陰魂不散再度復活的亡領魔獸 デーボ・ウイルスン。
如果不打倒潛伏在獸電池中的 デーボ・ウイルスン，甲鎚龍最終將氣力用盡，而靠著獸電池力量維持靈體狀態的拉米瑞茲也會魂飛魄散而消失。幸好靠著Amy的活躍表現，成功將 ウイルスン引出獸電池外打倒了牠。獸電池被淨化後，甲鎚龍恢復了力量，拉米瑞茲也在睽違多年後再度變身強龍青。在前輩的奮戰與新獸電龍夥伴的加入下，強龍者以全新的強龍神武裝型態漂亮的將復原巨大化的 ウイルスン徹底消滅。
吞下7號獸電池後即可進入戰鬥模式，與平時的差別為反摺收納在背上的尾鎚會向後彈回原位。
名字為Ankylosaurus（甲龍的英語名稱）與Don（日語中「重擊」的擬聲詞）結合而成。

#### 錘頭龍（ブンパッキー，Bunpacky；音譯：邦帕奇）
【基本資料】
| 身長（通常） | 身長（戰鬥模式） | 身寬  | 身高（通常） | 身高（戰鬥模式） | 體重    | 速度    | 力量輸出    | 強龍神與棘大王合體部位 |
| ------------ | ---------------- | ----- | ------------ | ---------------- | ------- | ------- | ----------- | ---------------------- |
| 43.5m        | 84.0m            | 15.0m | 27.4m        | 24.0m            | 800公噸 | 430km/h | 280萬匹馬力 | 左手（流星錘武裝）     |

獸電池編號 No.8，由「厚頭龍」進化而來，強龍灰鐵碎的搭檔獸電龍，身體主色為灰色和銀色。是十大獸電龍中最精通戰鬥技巧的功夫大師。擅長揮舞繫在尾巴上的巨大流星錘－晨星，找出對手的破綻痛擊敵人。平常藏身在中國內陸秘境內的一座萬年瀑布中，於Brave.17初登場。
吞下8號獸電池後即可進入戰鬥模式，與平時的差別為收納在頭上的巨大流星錘－晨星會向後彈回尾巴。
名字為Pachycephelosaurus（厚頭龍的英語名稱）與Bun（日語中「甩著重物」的擬聲詞）結合而成。

#### 箭頸龍（プレズオン，Plezuon；音譯：普拉玆翁）
| 身長  | 身寬（通常） | 身寬（戰鬥模式） | 身高  | 體重     | 速度    | 力量輸出    |
| ----- | ------------ | ---------------- | ----- | -------- | ------- | ----------- |
| 85.1m | 37.5m        | 54.0m            | 26.6m | 2200公噸 | 5馬赫/h | 820萬匹馬力 |

獸電池編號 No.9，由「蛇頸龍」進化而來。強龍紫烏爾謝德博士的搭檔獸電龍，身體主色為紫色和白色。原本是擅長於海中戰鬥的獸電龍，在調查被亡領軍毀滅的星球的過程中，經過Dr•烏爾謝德的強化改造後獲得了在太空航行及戰鬥的能力，平時在箭頸龍實驗室內的機庫候命。於Brave.21初登場。
每次出動時由彌生在控制室協助出動的工作。
吞下9號獸電池後即可進入戰鬥模式，與平時的差別為收納在兩旁的機翼會向外打開。
有可用位置给予号兽电龙咬合。
名字為Plesiosaurus（蛇頸龍的英語名稱）與Zoom（英語中「空間」的意思）結合而成。

#### 巨腕龍（ブラギガス，Bragigas；音譯：布拉齊哥司）
| 身長（通常） | 身寬（通常） | 身高（通常） | 體重  | 速度    | 力量輸出     |
| ------------ | ------------ | ------------ | ----- | ------- | ------------ |
| 101.8m       | 47.3m        | 61.6m        | 3500t | 300km/h | 1300萬匹馬力 |

獸電池編號 No.10，由「腕龙」進化而來。賢神多林的拍檔獸電龍。
是十大兽电龙中体积最大的兽电龙，而且是所有獸電龍的中樞，是等同於守護者的父親一樣的存在。
於Brave.34初登场，由13个秘石所喚醒。元神基地位於其體內。而且元神基地內部會在巨腕龍戰鬥時會開啟屏幕以便看清前方的情況。
吞下10號獸電池後即可進入戰鬥模式，與平時的差別為背後的龙口插槽會插上其他13種守護者的獸電池並以重量級的力量運用每個守護者的特殊能力。
雖然行動緩慢，但進入戰鬥模式的巨腕龍因同時插入13種守護者的獸電池而能夠任意自由使用守護者的能力。
自復活後總會以不同的方式出現並將陷入危機的強龍者們召回元神基地。
有可用位置给予2、4号兽电龙咬合。
名字為Brachiosaurus（腕龙的英語名稱）與Gigas（拉丁語中「巨大」的意思）結合而成。

### 幻之獸電龍

#### 飞棘龙（トバスピノ，Tobaspino；音譯：托巴斯遍奴）
【基本資料】
| 身長  | 身寬（通常） | 身寬（戰鬥模式） | 身高（通常） | 身高（戰鬥模式） | 體重     | 速度    | 力量輸出    | 棘大王合體部位                                   |
| ----- | ------------ | ---------------- | ------------ | ---------------- | -------- | ------- | ----------- | ------------------------------------------------ |
| 77.6m | 34.7m        | 34.1m            | 49.5m        | 57.2m            | 2500公噸 | 350km/h | 920萬匹馬力 | 頭、身體、雙腳、背部護甲（飛棘龍的頭裝在右肩上） |

獸電池編號 No.00，由「棘背龙」進化而來。
於《劇場版 獸電戰隊強龍者 GABURINCHO OF MUSIC》中登场，後來於Brave.39、Brave.41-Brave.42中也再度登場。
為多林最早創造的獸電龍，但剛完成沒多久就被亡領軍得知其存在，而遭到當時剛被卡奧斯創造出來的獰猛的戰騎“D”控制心智而四處破壞，最後被古代巫女的祈禱之歌喚醒，並在將“D”擊敗後陷入沈睡，直到在劇場版中被“D”以黑化的00號獸電池喚醒為止。平時藏身在地底深處。
性格比暴咬龍還亂來，而且能夠強制與其他獸電龍進行咬擊合體，甚至能靠自己的意志解除合體，在Brave.41中棘大王被暗黑種克隆體束縛住時，曾自行解體，然後讓自己和甲鎚龍跟錘頭龍分別進行攻擊後再重新合體成棘大王，在Brave.42中在用迴旋標攻擊暗黑種克隆體後，就直接衝向雷翼電王西部型態讓其解體，並強制與迅爪龍和副槍龍進行咬擊合體。
在剧场版強制和甲錘龍以及錘頭龍咬擊合體，因為被亡領軍操控，所以成为邪惡的棘大王，最後因00號獸電池被淨化而成為獸電戰隊強龍者的同伴。
吞下00號獸電池後即可進入戰鬥模式，與平時的差別為藏在背脊的迴旋標會露出來，還能發射迴旋標進行攻擊。
名字為Spinosaurus（棘背龙的英語名稱）與Buttobase（日語中「被打飛」的意思）結合而成。

### 守護者獸電龍

#### 恐爪追逐車（ディノス、チェイス；音譯：迪諾斯、傑斯）
恐爪龍型的小型獸電龍。恐爪龍為黃色，追逐車為黑色，各有5體存在。
藉由11號獸電池召喚，合體後可變成機車型戰車「恐爪追逐車」。
於Brave.3初登場，在未吞下獸電池的情況下也有一定的戰鬥能力。
為所有守護者獸電龍中唯一的倖存者。

## 獸電合體機神

### 強龍神（キョウリュウジン）／強龍王（港譯）
【基本資料】
| 機體高度 | 機體寬度 | 機體厚度 | 機體重量 | 機體航速 | 機組力量輸出 | 演出     |
| -------- | -------- | -------- | -------- | -------- | ------------ | -------- |
| 52.5m    | 61.0m    | 22.5m    | 3800t    | 400km/h  | 1400萬hp/t   | 日下秀昭 |

于Brave.2登场。在發動「咬擊合體」後由獸電龍暴咬龍、劍針龍以及鑽角龍咬合而成的獸電巨人，武器為右手由劍針龍背部變化而成的盾「劍針龍護盾（ステゴッチシールド）」以及左手的鑽角龍尾部的鑽頭「鑽角龍鑽頭（ドリケラドリル）」。
必殺技為所有強龍者的能量集中到強龍神的右肩（即暴咬龍的嘴），在強龍神咆哮後右肩的暴咬龍發出炮擊，然後炮擊變成暴咬龍的頭再粉碎敵人。
當強龍者五人全都進入強龍神的駕駛座時，強龍神的盾「劍針龍護盾」就會變化為其最強的武器「五連獸電劍」，此時的必殺技為將能量聚集在「五連獸電劍」，並在身前畫一個圓後發出斬擊。
于Brave.32，可手持棒球棍擊球。
于Brave.35，只有三個人進入強龍神的駕駛座，也可以使用「五連獸電劍」。

### 強龍神－武裝型態替換

#### 強龍神劍針龍迅爪龍（キョウリュウジン ステゴッチ ザクトル）
【基本資料】
| 機體高度 | 機體寬度 | 機體厚度 | 機體重量 | 機體航速 | 機組力量輸出 | 演出     |
| -------- | -------- | -------- | -------- | -------- | ------------ | -------- |
| 52.5m    | 61.0m    | 22.5m    | 3650t    | ?        | 1350萬hp/t   | 日下秀昭 |

于Brave.3登场。在發動「咬擊合體」後由獸電龍暴咬龍、劍針龍以及迅爪龍合體而成的獸電巨人，武器為右手由劍針龍背部變化而成的盾「劍針龍護盾（ステゴッチシールド）」以及左手的迅爪龍尾部的刀刃「迅爪龍之劍（ザクトルソード）」。
必殺技為將所有強龍者的能量集中在暴咬龍嘴部的能量，轉移到「迅爪龍之劍」並發出斬擊。

#### 強龍神西部型態/(港譯) 強龍王西部型態（キョウリュウジン ウエスタン）
【基本資料】
| 機體高度 | 機體寬度 | 機體厚度 | 機體重量 | 機體航速 | 機組力量輸出 | 演出     |
| -------- | -------- | -------- | -------- | -------- | ------------ | -------- |
| 52.5m    | 61.0m    | 22.5m    | 3500t    | 430km/h  | 1300萬hp/t   | 日下秀昭 |

于Brave.4登场。在發動「咬擊合體」後由獸電龍暴咬龍、副槍龍以及迅爪龍合體而成的獸電巨人，武器為右手的副槍龍尾部的槍「副槍龍光束槍（パラサビームガン）」以及左手的迅爪龍尾部的刀刃「迅爪龍之劍（ザクトルソード）」。
必殺技為由「迅爪龍之劍」揮舞出能量球，再藉由「副槍龍光束槍」將能量球擊出將敵人斬殺。

#### 強龍神雄風型態/強龍王雄風型態(港譯) （キョウリュウジン マッチョ）
【基本資料】
| 機體高度 | 機體寬度 | 機體厚度 | 機體重量 | 機體航速 | 機組力量輸出 | 演出     |
| -------- | -------- | -------- | -------- | -------- | ------------ | -------- |
| 52.5m    | 61.0m    | 22.5m    | 3950t    | 300km/h  | 1500萬hp/t   | 日下秀昭 |

于Brave.6登场。在發動「咬擊合體」後由獸電龍暴咬龍、甲鎚龍以及鑽角龍合體而成的獸電巨人，武器為右手的甲鎚龍尾部的巨錘「甲鎚龍鐵錘（アンキドンハンマー）」以及左手的鑽角龍尾部的鑽頭「鑽角龍鑽頭（ドリケラドリル）」。
必殺技為藉由高速轉動強龍神的身軀，使「甲鎚龍鐵鎚」產生一強力的鐵鎚旋風將敵人揍飛。

#### 強龍神副槍龍劍針龍/強龍王副槍龍 劍針龍(港譯) （キョウリュウジン パラサガン ステゴッチ）
【基本資料】
| 機體高度 | 機體寬度 | 機體厚度 | 機體重量 | 機體航速 | 機組力量輸出 | 演出     |
| -------- | -------- | -------- | -------- | -------- | ------------ | -------- |
| 52.5m    | 61.0m    | 22.5m    | 3650t    | ?        | 1350萬hp/t   | 日下秀昭 |

于Brave.9登场。在發動「咬擊合體」後由獸電龍暴咬龍、副槍龍以及劍針龍合體而成的獸電巨人，武器為右手的副槍龍尾部的槍「副槍龍光束槍（パラサビームガン）」以及左手由劍針龍背部變化而成的盾「劍針龍護盾（ステゴッチシールド）」。

#### 強龍神功夫型態/(港譯) 強龍王功夫型態（キョウリュウジン カンフー）
【基本資料】
| 機體高度 | 機體寬度 | 機體厚度 | 機體重量 | 機體航速 | 機組力量輸出 | 演出     |
| -------- | -------- | -------- | -------- | -------- | ------------ | -------- |
| 52.5m    | 61.0m    | 22.5m    | 3900t    | 480km/h  | 1480萬hp/t   | 日下秀昭 |

于Brave.18登场。在發動「咬擊合體」後由獸電龍暴咬龍、甲鎚龍以及錘頭龍合體而成的獸電巨人，武器為右手的甲鎚龍尾部的巨錘「甲鎚龍鐵錘（アンキドンハンマー）」以及左手的錘頭龍尾部的流星錘「錘頭龍流星錘（ブンパッキーボール）」。
必殺技為將「錘頭龍流星錘」狠狠的擲出並向敵人飛去而將敵人大力砸死。

### 單體變形機神

#### 雷翼電王（プテライデンオー）／雷翼龍王（港譯）
【基本資料】
| 機體高度 | 機體寬度 | 機體厚度 | 機體重量 | 機體航速 | 機組力量輸出 | 演出     |
| -------- | -------- | -------- | -------- | -------- | ------------ | -------- |
| 51.0m    | 34.7m    | 30.0m    | 1900t    | 500km/h  | 700萬hp/t    | 佐藤太輔 |

于Brave.9登场。在發動「雷電變形」後，由獸電龍雷翼龍變形而成的獸電巨人，武器為裝在雙手的翼刃「雷翼龍切刀（プテラカッター）」。
必殺技為胸口的雷翼龍頭部嘴巴發出雷電讓敵人麻痺後，身體一邊旋轉一邊用雙手的「雷翼龍切刀」斬殺敵人，或將能量集中在胸口的雷翼龍頭部嘴巴後，發出雷電的砲擊擊殺敵人。
黑暗型態的雷翼電王，胸口的雷翼龍頭部的眼睛會被像眼罩一樣的構造遮住，其臉部的眼睛也會被頭部的面罩遮住，背後還會披上黑色的披風。
正義型態的雷翼電王，胸口的雷翼龍頭部的眼睛會打開，其臉部的眼睛上的面罩也會上移，同時黑色的披風一樣會移除。

#### 箭頸龍王（プレズオー）
【基本資料】
| 機體高度 | 機體寬度 | 機體厚度 | 機體重量 | 機體航速 | 機組力量輸出 | 演出     |
| -------- | -------- | -------- | -------- | -------- | ------------ | -------- |
| 60.0m    | 32.6m    | 22.5m    | 2200t    | 700km/h  | 820萬hp/t    | 日下秀昭 |

于Brave.21登场。在發動「火箭變形」後，由獸電龍箭頸龍變形而成的獸電巨人，武器為右手由箭頸龍頭部及頸部變化而成的加農砲「箭頸龍加農砲（プレズキャノン）」，以及左手的拳頭「箭頸龍鐵拳（プレズナックル）」亦能飛出擊向敵人。
必殺技為將「箭頸龍加農砲」瞄準敵人並開始倒數，倒數三秒跟兩秒時會上膛一次，倒數一秒時箭頸龍頭部會張開，隨即倒數完畢，「箭頸龍加農砲」會發射出強大的光束彈將敵人完全穿透。

#### 巨型腕龍王（ギガントブラギオー）
【基本資料】
| 機體高度 | 機體寬度 | 機體厚度 | 機體重量 | 機體航速 | 機組力量輸出 | 演出     |
| -------- | -------- | -------- | -------- | -------- | ------------ | -------- |
| 58.0m    | 44.1m    | 28.3m    | 3500t    | 300km/h  | 1300萬hp/t   | 日下秀昭 |

于Brave.34登场。在發動「超咬擊變形」後，由獸電龍巨腕龍變形而成的獸電巨人，武器為巨腕龍尾部及頸部變化而成的雙刃斧槍「巨腕龍戰斧（ブラギオアックス）」。
而且位於巨腕龍體內的元神基地入口處會出現一個控制台讓強龍者站上去指揮巨型腕龍王進行戰鬥。（因此巨型腕龍王的駕駛室跟其他的獸電巨人不同）
必殺技為將能量充電於「巨腕龍戰斧」上並由上面下重重的向敵人砍下去。稱為「超獸電・巨型Brave Finish」

### 雷翼電王/雷翼龍王(港譯) -武裝型態替換

#### 雷翼電王西部型態/雷翼龍王西部型態（港譯）（プテライデンオー ウエスタン）
【基本資料】
| 機體高度 | 機體寬度 | 機體厚度 | 機體重量 | 機體航速 | 機組力量輸出 | 演出     |
| -------- | -------- | -------- | -------- | -------- | ------------ | -------- |
| 51.0m    | 62.4m    | 30.0m    | 3300t    | 530km/h  | 1200萬hp/t   | 佐藤太輔 |

于Brave.13登场。在發動「咬擊合體」後，由獸電龍雷翼龍、副槍龍以及迅爪龍合體而成的獸電巨人，武器與強龍神西部型態一樣是「副槍龍光束槍（パラサビームガン）」和「迅爪龍之劍（ザクトルソード）」。
必殺技為將能量集中在「副槍龍光束槍」並在槍口上形成能量球，然後再將能量球發射出去將敵人轟殺。

#### 雷翼電王甲鎚龍/雷翼龍王甲鎚龍(港譯) （プテライデンオー アンキドン）
【基本資料】
| 機體高度 | 機體寬度 | 機體厚度 | 機體重量 | 機體航速 | 機組力量輸出 | 演出     |
| -------- | -------- | -------- | -------- | -------- | ------------ | -------- |
| 51.0m    | 48.55m   | 30.0m    | 2900t    | ?        | 1100萬hp/t   | 佐藤太輔 |

于Brave.15登场。在發動「咬擊合體」後由獸電龍雷翼龍以及甲鎚龍合體而成的獸電巨人，武器為右手的甲鎚龍尾部的巨錘「甲鎚龍鐵錘（アンキドンハンマー）」。
必殺技為藉由高速轉動雷翼電王的身軀，使「甲鎚龍鐵鎚」產生一強力的鐵鎚旋風將敵人揍飛。

#### 雷翼電王錘頭龍/雷翼龍王錘頭龍(港譯) （プテライデンオー ブンパッキー）
【基本資料】
| 機體高度 | 機體寬度 | 機體厚度 | 機體重量 | 機體航速 | 機組力量輸出 | 演出     |
| -------- | -------- | -------- | -------- | -------- | ------------ | -------- |
| 51.0m    | 48.55m   | 30.0m    | 2700t    | ?        | 980萬hp/t    | 佐藤太輔 |

于Brave.19登场。在發動「咬擊合體」後由獸電龍雷翼龍以及錘頭龍合體而成的獸電巨人，武器為左手的錘頭龍尾部的流星錘「錘頭龍流星錘（ブンパッキーボール）」。
由强龙金与强龙红共同操纵。
必殺技為將「錘頭龍流星錘」狠狠的擲出並向敵人飛去而將敵人大力砸死。

#### 雷翼電王副槍龍/雷翼龍王副槍龍(港譯) （プテライデンオー パラサガン）
【基本資料】
| 機體高度 | 機體寬度 | 機體厚度 | 機體重量 | 機體航速 | 機組力量輸出 | 演出     |
| -------- | -------- | -------- | -------- | -------- | ------------ | -------- |
| 51.0m    | 48.55m   | 30.0m    | 2600t    | ?        | 950萬hp/t    | 佐藤太輔 |

于Brave.33登场。在發動「咬擊合體」後由獸電龍雷翼龍以及副槍龍合體而成的獸電巨人，武器為右手的副槍龍尾部的槍「副槍龍光束槍（パラサビームガン）」。
由强龙金与强龙黑共同操纵。
必殺技為將能量集中在「副槍龍光束槍」並在槍口上形成能量球，然後再將能量球發射出去將敵人轟殺。

#### 雷翼電王鑽角龍/雷翼龍王鑽角龍(港譯) （プテライデンオー ドリケラ）
【基本資料】
| 機體高度 | 機體寬度 | 機體厚度 | 機體重量 | 機體航速 | 機組力量輸出 | 演出     |
| -------- | -------- | -------- | -------- | -------- | ------------ | -------- |
| 51.0m    | 48.55m   | 30.0m    | 2750t    | ?        | 1000萬hp/t   | 佐藤太輔 |

于Brave.38登场。在發動「咬擊合體」後由獸電龍雷翼龍以及鑽角龍合體而成的獸電巨人，武器為右手的鑽角龍尾部的鑽頭「鑽角龍鑽頭（ドリケラドリル）」。
由强龙金与强龙桃共同操纵。
必殺技為將能量集中在「鑽角龍鑽頭」，然後雷翼電王鑽角龍飛翔將敵人貫穿轟殺。

### 箭頸龍王-武裝型態替換

#### 箭頸龍王錘頭龍（プレズオー ブンパッキー）
【基本資料】
| 機體高度 | 機體寬度 | 機體厚度 | 機體重量 | 機體航速 | 機組力量輸出 | 演出     |
| -------- | -------- | -------- | -------- | -------- | ------------ | -------- |
| 60.0m    | 32.6m    | 22.5m    | 3000t    | ?        | 1100萬hp/t   | 日下秀昭 |

于Brave.24登场。

#### 箭頸龍王副槍龍（プレズオー パラサガン）
【基本資料】
| 機體高度 | 機體寬度 | 機體厚度 | 機體重量 | 機體航速 | 機組力量輸出 | 演出     |
| -------- | -------- | -------- | -------- | -------- | ------------ | -------- |
| 60.0m    | 32.6m    | 22.5m    | 2900t    | ?        | 1070萬hp/t   | 日下秀昭 |

于Brave.26登场。

#### 箭頸龍王迅爪龍（プレズオー ザクトル）
【基本資料】
| 機體高度 | 機體寬度 | 機體厚度 | 機體重量 | 機體航速 | 機組力量輸出 | 演出     |
| -------- | -------- | -------- | -------- | -------- | ------------ | -------- |
| 60.0m    | 32.6m    | 22.5m    | 2900t    | ?        | 1070萬hp/t   | 日下秀昭 |

于Brave.26登场。

#### 箭頸龍王甲鎚龍（プレズオー アンキドン）
【基本資料】
| 機體高度 | 機體寬度 | 機體厚度 | 機體重量 | 機體航速 | 機組力量輸出 | 演出     |
| -------- | -------- | -------- | -------- | -------- | ------------ | -------- |
| 60.0m    | 32.6m    | 22.5m    | 3200t    | ?        | 1320萬hp/t   | 日下秀昭 |

于Brave.32登场。

### 強龍神－強化合體

#### 雷電強龍神（ライデンキョウリュウジン）／雷電強龍王（港譯）
【基本資料】
| 機體高度 | 機體寬度 | 機體厚度 | 機體重量 | 機體航速 | 機組力量輸出 | 演出     |
| -------- | -------- | -------- | -------- | -------- | ------------ | -------- |
| 60.0m    | 90.0m    | 29.3m    | 5700t    | 600km/h  | 2100萬hp/t   | 日下秀昭 |

于Brave.12登场。在發動「雷電咬擊合體」後，由獸電龍雷翼龍和獸電巨人強龍神合體而成，武器與強龍神一樣是「鑽角龍鑽頭（ドリケラドリル）」和「劍針龍護盾（ステゴッチシールド）」以及由「劍針龍護盾」變形而成的「五連獸電劍」，擁有飛行能力，甚至能飛到太空中。
必殺技為先飛到空中並將雷翼龍的雷電能量集中在「五連獸電劍」，然後再急速下降斬殺敵人。

#### 爆裂強龍神（バクレツキョウリュウジン）／爆裂強龍王（港譯）
【基本資料】
| 機體高度 | 機體寬度 | 機體厚度 | 機體重量 | 機體航速 | 機組力量輸出 | 演出     |
| -------- | -------- | -------- | -------- | -------- | ------------ | -------- |
| 77.0m    | 66.6m    | 73.3m    | 5100t    | 600km/h  | 1900萬hp/t   | 日下秀昭 |

于Brave.23登场。在發動「爆裂咬擊合體」/「獸電爆裂合體」(港譯) 後，由獸電龍箭頸龍、暴咬龍以及錘頭龍合體而成，武器為右手由箭頸龍頭部及頸部變化而成的加農砲「箭頸龍加農砲（プレズキャノン）」以及左手的錘頭龍尾部的流星錘「錘頭龍流星錘（ブンパッキーボール）」。
以暴咬龍的頭部形成的胸部能夠發出死光進行攻擊，這股死光攻擊可以對暗黑種亡領的細胞進行破壞。
必殺技為將「箭頸龍加農砲」瞄準敵人並開始倒數，每倒數一秒時會上膛一次，隨即倒數完畢，「箭頸龍加農砲」會發射出箭頸龍形狀的強大光束彈將敵人完全穿透。絕招是：「獸電砲・爆裂Brave Finish」。

#### 巨型強龍神（ギガントキョウリュウジン）／巨型強龍王（港譯）
【基本資料】
| 機體高度 | 機體寬度 | 機體厚度 | 機體重量 | 機體航速 | 機組力量輸出 | 演出     |
| -------- | -------- | -------- | -------- | -------- | ------------ | -------- |
| 97.5m    | 61.0m    | 42.5m    | 8700t    | 400km/h  | 3200萬hp/t   | 日下秀昭 |

於Brave.35登場，在發動「超咬擊合體」後，由獸電龍巨型腕龍王、副槍龍、迅爪龍以及獸電巨人強龍神合體而成的獸電巨人。武器為由巨腕龍尾部及迅爪龍變化而成的三叉戟。
裝在左肩上的副槍龍能夠作出槍擊。胸甲上更印上23隻獸電龍的頭像。
必殺技為胸甲上的所有獸電龍頭像發光並發射出多重的強大光束將敵人完全穿透以及全獸電龍力量的巨型大砲模式。

### 棘大王（スピノダイオー）
【基本資料】
| 機體高度 | 機體寬度 | 機體厚度 | 機體重量 | 機體航速 | 機組力量輸出 | 演出     |
| -------- | -------- | -------- | -------- | -------- | ------------ | -------- |
| 51.2m    | 64.7m    | 22.5m    | 4300t    | 400km/h  | 1600萬hp/t   | 日下秀昭 |

于《剧场版 兽电战队强龙者 GABURINCHO OF MUSIC》中登场，後來於Brave.39、Brave.41中也再次登場。在發動「強制咬擊合體」後由幻之獸電龍飛棘龍強制與甲鎚龍以及錘頭龍合體而成的獸電巨人，武器為右手的甲鎚龍尾部的巨錘「甲鎚龍鐵錘（アンキドンハンマー）」以及左手的錘頭龍尾部的流星錘「錘頭龍流星錘（ブンパッキーボール）」，而且右手手持武器是「棘龍迴旋鏢（スピノブーメラン）」、左手手持武器是「棘龍迴亡劍（スピノディフェンサー）」。
必殺技有利用右腕的甲鎚龍鐵錘及左腕的錘頭龍流星錘連續扣打攻擊的「棘大王・Brave Finish」；或者是利用「棘龍迴旋鏢（スピノブーメラン）」攻擊的「棘大王・Boomerang Finish」

### 棘大王－武裝型態替換

#### 棘大王西部型態（スピノダイオー ウエスタン）
【基本資料】
| 機體高度 | 機體寬度 | 機體厚度 | 機體重量 | 機體航速 | 機組力量輸出 | 演出     |
| -------- | -------- | -------- | -------- | -------- | ------------ | -------- |
| 51.2m    | 64.7m    | 22.5m    | 3900t    | ?        | 1420萬hp/t   | 日下秀昭 |

于Brave.42登场。在飛棘龍撞雷翼電王西部型態後，自行發動「強制咬擊合體」後，由獸電龍飛棘龍、副槍龍以及迅爪龍合體而成的獸電巨人，武器與強龍神西部型態一樣是「副槍龍光束槍（パラサビームガン）」和「迅爪龍之劍（ザクトルソード）」。

## 播放列表
以下時間以當地時間（日本時間）為準
| 日本首播   | 台灣首播   | 香港首播   | 話數 Brave | 日文標題                                | 中文標題台灣標題香港標題                                                          | 登場亡凌魔獸（日本CV／香港CV） | 關東收視率 | 編劇   | 導演     |
| ---------- | ---------- | ---------- | ---------- | --------------------------------------- | --------------------------------------------------------------------------------- | --- | ---------- | ------ | -------- |
| 2013/2/17  | 2014/9/7   | 2015/4/12  | 1          | でたァーッ!まっかなキング               | 出来了！赤紅的王赤紅的King出現了登場！赤紅嘅King！                                | - デーボ・ヒョーガッキ（乃村健次／黃啟昌） - 巨大ゾーリ魔 ×2 | 4.3%       | 三條陸 | 坂本浩一 |
| 2013/2/24  | 2014/9/14  | 2015/4/19  | 2          | ガブリンチョ!カミツキがったい           | 大咬擊！咬擊合體大口咬！咬擊合體戰力釋放！獸電合體！                              | - デーボ・ペシャンゴ（石野龍三／李震權） - 哀しみの戦騎アイガロン - 巨大ゾーリ魔 ×2 | 4.0%       | 三條陸 | 坂本浩一 |
| 2013/3/3   | 2014/9/21  | 2015/4/26  | 3          | あれるぜ!ざんげきのブレイブ             | 暴走吧！斬擊之勇猛大鬧吧！斬擊的勇者慌亂！斬擊之刀鋒！                            | - デーボ・ローヤローヤ（長嶝高士／張錦江） - 怒りの戦騎ドゴルド | 4.4%       | 三條陸 | 坂本浩一 |
| 2013/3/10  | 2014/9/28  | 2015/5/3   | 4          | うちぬけ!ゆうきのガブリボルバー         | 貫穿吧！勇氣的龍咬左輪射擊呀！勇氣的獸電變身槍勢如破竹！勇氣嘅獸電變身手槍！      | - デーボ・ドロンボス（白鳥哲／李錦綸） - 哀しみの戦騎アイガロン - 楽しみの密偵ラッキューロ                                                                                                  | 4.3%       | 三條陸 | 坂本浩一 |
| 2013/3/17  | 2014/10/5  | 2015/5/10  | 5          | ドゴォーン!ムシバのアンキドン           | 咚咚！蛀牙的甲鎚龍轟隆！有蛀牙嘅甲鎚龍！                                          | - デーボ・バティシエ（松野太紀／黃啟昌） - 喜びの戦騎キャンデリラ - 楽しみの密偵ラッキューロ                                                                                                | 3.4%       | 三條陸 | 竹本昇   |
| 2013/3/24  | 2014/10/12 | 2015/5/17  | 6          | ストップ!うたうキャンデリラ             | 停！歌唱的嘉黎拉Stop！高歌嘅加迪里娜！                                            | - デーボ・ウイルスン（竹本英史／張方正） - 喜びの戦騎キャンデリラ - 怒りの戦騎ドゴルド - 哀しみの戦騎アイガロン - 楽しみの密偵ラッキューロ                                                  | 4.4%       | 三條陸 | 竹本昇   |
| 2013/3/31  | 2014/10/19 | 2015/5/24  | 7          | いかれ!ダイゴのだいピンチ               | 憤怒吧！大吾的大危機憤怒啦！大悟嘅大危機！                                        | - デーボ・ヤキゴンテ（三宅健太／胡家豪） - 怒りの戦騎ドゴルド - 百面神官カオス - 巨大ゾーリ魔                                                                                               | 3.7%       | 三條陸 | 小中和哉 |
| 2013/4/7   | 2014/10/26 | 2015/5/31  | 8          | ココドコ?めいろをぶっとばせ             | 這裡是哪？擊潰迷宮吧這裡是哪裡？擊潰迷宮吧身處何處？摧毀迷陣！                    | - デーボ・ココドーコ（鳥海浩輔／李安邦） - 哀しみの戦騎アイガロン - 楽しみの密偵ラッキューロ                                                                                                | 3.8%       | 三條陸 | 小中和哉 |
| 2013/4/14  | 2014/11/2  | 2015/6/7   | 9          | メチャつよ!プテライデンオー             | 太強了！雷翼電王太強啦！雷翼電王超強勁！雷翼龍王！                                | - プテラゴードン - プテライデンオー - 怒りの戦騎ドゴルド - カンブリ魔（松田健一郎／李致林）                                                                                                 | 3.8%       | 三條陸 | 渡邊勝也 |
| 2013/4/21  | 2014/11/9  | 2015/6/14  | 10         | ザンダーッ!ゴールドふっかつ             | 雷鳴！金戰士復活轟隆！金戰士復活！                                                | - プテラゴードン - プテライデンオー - 怒りの戦騎ドゴルド - 喜びの戦騎キャンデリラ - 哀しみの戦騎アイガロン - 楽しみの密偵ラッキューロ - カンブリ魔 ×2（松田健一郎／李致林、西脅保／李震權） | 4.5%       | 三條陸 | 渡邊勝也 |
| 2013/4/28  | 2014/11/16 | 2015/6/21  | 11         | ウッチー!クールでござる                 | 阿空！就是這麼酷空仔！好有型呀！                                                  | - デーボ・ホネヌッキー（黑田崇矢／鄧港文） - 喜びの戦騎キャンデリラ - 楽しみの密偵ラッキューロ                                                                                              | 3.7%       | 三條陸 | 坂本浩一 |
| 2013/5/5   | 2014/11/23 | 2015/6/28  | 12         | ブットバッソ!せっしゃとキングどの       | 踢飛一切！在下與王殿下踢飛！在下與King殿下一場實力嘅較量！在下同King！            | - デーボ・タンゴセック（杉山紀彰／鄧港文） - 怒りの戦騎ドゴルド - 戦国ゾーリ魔 | 3.4%       | 三條陸 | 坂本浩一 |
| 2013/5/12  | 2014/11/30 | 2015/7/5   | 13         | ジャキリーン!ハートをまもりぬけ！       | 剪刀手！心靈守護！一刀兩斷！守護愛意之心！剪刀怪呀！貫徹保護愛心！                | - デーボ・ジャキリーン（鹽屋浩三／鍾見麟） - 哀しみの戦騎アイガロン - 楽しみの密偵ラッキューロ - 巨大ゾーリ魔 ×2                                                                            | 4.4%       | 三條陸 | 竹本昇   |
| 2013/5/19  | 2014/12/7  | 2015/7/12  | 14         | あぶなァーい!!スピリットベース！        | 危險！！元神基地！靈力基地！有危險呀！！                                          | - デーボ・キビシーデス（稻田徹／胡家豪） - 百面神官カオス - 楽しみの密偵ラッキューロ - 巨大ゾーリ魔 ×2                                                                                      | 4.6%       | 三條陸 | 竹本昇   |
| 2013/5/26  | 2014/12/14 | 2015/7/19  | 15         | はらだたしいぜッ!ドゴルドのやぼう       | 氣煞我也！多柯多的野心真是氣人啊！多柯多的野心燒到上心口！多哥魯多嘅野心          | - 怒りの戦騎ドゴルド - 楽しみの密偵ラッキューロ - カンブリ魔 ×2（松田健一郎／、西脅保／） - G-BO                                                                                            | 4.4%       | 三條陸 | 加藤弘之 |
| 2013/6/2   | 2014/12/21 | 2015/7/26  | 16         | モグモグーン!おれのたからもの           | 鉆來鉆去！我的寶物咀嚼！我的寶物猛掘猛掘，我嘅寶物！                              | - デーボ・ザイホーン（飯島肇／李震權） - 喜びの戦騎キャンデリラ - 哀しみの戦騎アイガロン - 楽しみの密偵ラッキューロ                                                                         | 4.4%       | 三條陸 | 加藤弘之 |
| 2013/6/9   | 2014/12/28 | 2015/8/2   | 17         | ガチだぜ!キョウリュウグレー             | 來真的啊！強龍灰是打真的，強龍灰！絕不容情，獸電灰戰士！                          | - デーボ・ナガレボーシ（矢尾一樹／關令翹） - 怒りの戦騎ドゴルド - 巨大ゾーリ魔 ×2 | 4.6%       | 三條陸 | 柴崎貴行 |
| 2013/6/23  | 2015/1/4   | 2015/8/9   | 18         | つかんだッ!カンフーひっさつけん         | 學到了！功夫必殺拳練成了！功夫必殺拳完全掌握，功夫必殺拳！                        | - デーボ・ナガレボーシ（矢尾一樹／關令翹） - 怒りの戦騎ドゴルド | 3.6%       | 三條陸 | 柴崎貴行 |
| 2013/6/30  | 2015/1/11  | 2015/8/16  | 19         | キャワイーン!うばわれたファミリー       | 好可愛！被奪走的一家人好可愛！被奪走的家庭可愛怪！被奪走嘅家庭                    | - デーボ・キャワイーン（金井美香／何寶珊） - 哀しみの戦騎アイガロン - 楽しみの密偵ラッキューロ                                                                                              | 4.4%       | 三條陸 | 竹本昇   |
| 2013/7/7   | 2015/1/18  | 2015/8/23  | 20         | アンラッキュー!タナバタのタナボタ       | 倒霉！七夕的七喜真不幸！七夕的七喜Unlucky！七夕嘅七夕怪                           | - デーボ・タナバンタ（森田成一／李致林） - 喜びの戦騎キャンデリラ - 楽しみの密偵ラッキューロ - 巨大ゾーリ魔 ×2                                                                              | 4.8%       | 三條陸 | 竹本昇   |
| 2013/7/14  | 2015/1/25  | 2015/8/30  | 21         | ズオーン!かえってきたプレズオン         | 玆翁！歸來的箭頸龍滋轟！歸來的箭頸龍Zuon！回歸嘅箭頸龍                            | - ゼツメイツ - デーボ・ヒョーガッキ（乃村健次／黃啟昌） - デーボ・ウイルスン（竹本英史／張方正） - デーボ・ナガレボーシ（矢尾一樹／關令翹）                                                 | 4.4%       | 三條陸 | 加藤弘之 |
| 2013/7/21  | 2015/2/1   | 2015/9/6   | 22         | ま・さ・か!デーボスふっかつ             | 難・不・成！亡領復活不・會・吧！亡領復活噢！唔係吖嘛？迪博斯復活                  | - デーボ・ウイルスン（竹本英史／張方正） - デーボ・コンピューターウイルスン - デーボ・ヒョーガッキ（乃村健次／黃啟昌） - 怒りの戦騎ドゴルド - カンブリ魔 ×2 - 暗黒種デーボス                | 3.2%       | 三條陸 | 加藤弘之 |
| 2013/7/28  | 2015/2/8   | 2015/9/13  | 23         | たてッ!バクレツキョウリュウジン         | 振作起來！爆裂強龍神站起來！爆裂強龍神企起身啦！爆裂強龍王                        | - デーボ・ヒョーガッキ（乃村健次／黃啟昌） - 喜びの戦騎キャンデリラ - 哀しみの戦騎アイガロン - 楽しみの密偵ラッキューロ - カンブリ魔 ×2 - 暗黒種デーボス                                    | 4.2%       | 三條陸 | 渡邊勝也 |
| 2013/8/4   | 2015/2/15  | 2015/9/20  | 24         | もえろ!7にんのキョウリュウジャー        | 燃燒吧！7個人的強龍者燃燒吧！七人的強龍者熾熱燃燒啦！七位強龍者                   | - デーボ・ヒョーガッキ（乃村健次／黃啟昌） - 哀しみの戦騎アイガロン - カンブリ魔 ×2 - 巨大ゾーリ魔 ×2                                                                                       | 2.3%       | 三條陸 | 渡邊勝也 |
| 2013/8/11  | 2015/2/22  | 2015/9/27  | 25         | ナニコレ!デーボスぐんのあくむ           | 这是啥啊！亡领军的噩梦怎麼回事啊！ 亡領軍的噩夢喂喂，搞邊科呀！迪博斯嘅噩夢       | - デーボ・アックムーン（宮田幸季／鄧港文） - 楽しみの密偵ラッキューロ | 3.1%       | 三條陸 | 竹本昇   |
| 2013/8/18  | 2015/3/1   | 2015/10/4  | 26         | ビックリ!ガブティラにんげん             | 吓一跳！暴咬龙人噢，嚇你一跳呀！係人形暴咬龍                                      | - 怨みの戦騎エンドルフ - 怒りの戦騎ドゴルド - 哀しみの戦騎アイガロン | 3.1%       | 三條陸 | 竹本昇   |
| 2013/9/1   | 2015/3/8   | 2015/10/11 | 27         | オ・マツリンチョ!レッドちょうしんか     | 狂野过节了！红超进化豪華祭典！紅的超進化Wow，係慶典呀！紅戰士超進化               | - デーボ・シノビンバ（伊藤陽佑／李安邦） - デーボ・カリュードス（土田大／李震權） - 怨みの戦騎エンドルフ                                                                                    | 4.1%       | 三條陸 | 坂本浩一 |
| 2013/9/8   | 2015/3/15  | 2015/10/18 | 28         | ああトリン!1おくねんのうらみ            | 啊啊多林！一亿年的怨恨多林！一億年的怨怒哎呀唔好呀！多連，一億年既怨恨            | - 賢神トリン - デーボ・カリュードス（土田大／李震權） - 怨みの戦騎エンドルフ - 喜びの戦騎キャンデリラ - 百面神官カオス                                                                      | 3.8%       | 三條陸 | 坂本浩一 |
| 2013/9/15  | 2015/3/22  | 2015/10/25 | 29         | だいげきとつ!おどれカーニバル           | 大猛攻！舞吧狂欢节大激鬥！跳舞吧嘉年華Holala！大衝突！起舞啦！嘉年華              | - デーボ・カリュードス（土田大／李震權） - 怨みの戦騎エンドルフ - 怒りの戦騎ドゴルド - カンブリ魔 ×2                                                                                        | 4.2%       | 三條陸 | 坂本浩一 |
| 2013/9/22  | 2015/3/29  | 2015/11/1  | 30         | てにいれろ!ガーディアンズのかけら       | 入手吧！守護者的碎片加油啦！攞番守護者嘅碎片啦                                    | - デーボ・ザイホドローン（飯島肇／李震權） - 楽しみの密偵ラッキューロ - 怒りの戦騎ドゴルド                                                                                                  | 3.8%       | 三條陸 | 加藤弘之 |
| 2013/9/29  | 2015/4/5   | 2015/11/8  | 31         | バーカンス!えいえんのホリデー           | 度假！永远的假日Alora！Vacation！永遠嘅Holiday                                    | - デーボ・バーカンス（高戶靖廣／張方正） - 喜びの戦騎キャンデリラ - 怒りの戦騎ドゴルド - 楽しみの密偵ラッキューロ                                                                           | 3.9%       | 三條陸 | 加藤弘之 |
| 2013/10/6  | 2015/4/12  | 2015/11/15 | 32         | ビクトリー!スポーツしょうぶだ           | 勝利！运动决胜负No Intersity！No Victory！ 用運動來決勝負啦                       | - デーボ・スポコーン（草尾毅／胡家豪） - 怒りの戦騎ドゴルド - カンブリ魔 ×2 | 3.9%       | 三條陸 | 渡邊勝也 |
| 2013/10/13 | 2015/4/19  | 2015/11/22 | 33         | マキシマム!レディはおれがまもる         | 最大！女士由我来保护最大！女孩子就由我來保護Maximum！ 保護女仔就交俾我啦          | - デーボ・アキダモンネ（室園丈裕／張裕東） - 哀しみの戦騎アイガロン - 楽しみの密偵ラッキューロ                                                                                              | 5.3%       | 三條陸 | 渡邊勝也 |
| 2018/2/12  |            |            | 幻之33.5   | これぞブレイブ!たたかいのフロンティア   | 太勇猛了！ 戰鬥前言                                                               | - デーボ・ブレイブスキー（杉田智和） |            | 三條陸 | 加藤弘之 |
| 2013/10/20 | 2015/4/26  | 2015/11/29 | 34         | ふっかつ!ブラギガスしゅつげん           | 復活！巨腕龍出現好嘢！復活啦！ 巨腕龍要出現呀                                     | - デーボ・タイリョーン（梁田清之／古明華） - 百面神官カオス - 喜びの戦騎キャンデリラ - 怒りの戦騎ドゴルド - 哀しみの戦騎アイガロン - カンブリ魔 ×2                                          | 3.7%       | 三條陸 | 竹本昇   |
| 2013/10/27 | 2015/5/3   | 2015/12/6  | 35         | チョーすげえッ!ギガントキョウリュウジン | 超厲害！巨型強龍神超厲害！巨大強龍神你哋睇下！超犀利呀！ 巨型強龍王               | - 百面神官カオス - 怒りの戦騎ドゴルド - 大地の魔神ガドマ | 4.4%       | 三條陸 | 竹本昇   |
| 2013/11/10 | 2015/5/10  | 2015/12/13 | 36         | ギガガブリンチョ!きせきのシルバー       | 巨型大咬擊！奇蹟的銀超大口咬！奇蹟的銀巨型強龍王！奇蹟既銀色                      | - 魔剣神官マッドトリン（森川智之／葉振聲） - 幽霊デーボモンスター | 4.3%       | 三條陸 | 竹本昇   |
| 2013/11/17 | 2015/5/17  | 2015/12/20 | 37         | リベンジ!ゆうれいデーボスぐん           | 復仇！幽靈亡領軍大反攻！幽靈亡領軍復仇啦！幽靈迪博魔軍                            | - 幽霊デーボモンスター - デーボ・キビシーデス（稻田徹／胡家豪） - デーボ・アックムーン（宮田幸季／鄧港文） - デーボ・スポコーン（草尾毅／陳灝瑋）                                           | 4.2%       | 三條陸 | 加藤弘之 |
| 2013/11/24 | 2015/5/24  | 2015/12/27 | 38         | らぶタッチ!うつくしすぎるゾーリま       | 愛之碰撞！太漂亮了草履魔愛的相遇！ 太漂亮的草履魔Love Touch！太過美麗既草履兵     | - ビューティフルゾリー魔ー（千々和竜策／黃積權） - 喜びの戦騎キャンデリラ - 哀しみの戦騎アイガロン - カンブリ魔 ×2 - 巨大ゾーリ魔 ×2                                                        | 4.1%       | 三條陸 | 加藤弘之 |
| 2013/12/1  | 2015/5/31  | 2016/1/3   | 39         | せいぞろい!10だいキョウリュウパワー     | 全体集合！十大强龙的力量大集合！十大強龍力量Oh yes！終於齊集啦！ 十大強龍者既力量 | - 獰猛の戦騎D（宫野真守／） - カンブリ魔 | 4.0%       | 三條陸 | 坂本浩一 |
| 2013/12/8  | 2015/6/7   | 2016/1/10  | 40         | グッとくーる!オッサンはつらいよ         | 好酷！大缩好难过太揪心了！大叔是很辛苦的哎呀！心卜卟卟跳！ 做大叔甚艱難           | - デーボ・カントック（高木涉／） - 喜びの戦騎キャンデリラ - 楽しみの密偵ラッキューロ - 巨大ゾーリ魔 ×2                                                                                      | 2.9%       | 三條陸 | 坂本浩一 |
| 2013/12/15 | 2015/6/14  | 2016/1/17  | 41         | ヤナサンタ!デーボスせかいけっせん       | 討厭聖誕！亡領世界大決戰討厭聖誕節！亡領世界決戰聖誕怪樂！迪博斯，世界決戰        | - デーボ・ヤナサンタ（長島茂／） - 怒りの戦騎ドゴルド - クローンデーボス | 3.8%       | 三條陸 | 竹本昇   |
| 2013/12/22 | 2015/6/21  | 2016/1/24  | 42         | ワンダホー!せいぎのクリスマス           | 美妙！正義的聖誕節Wonderful！正義的聖誕節Wonderful！正義嘅聖誕節                  | - デーボ・ヤナサンタ - 怒りの戦騎ドゴルド - 怨みの戦騎エンドルフ - クローンデーボス | 3.1%       | 三條陸 | 竹本昇   |
| 2014/1/5   | 2015/6/28  | 2016/1/31  | 43         | たましいのつるぎ!うなれストレイザー     | 靈魂之劍！低鳴三角靈魂之劍！低鳴的絕招靈魂嘅劍咆哮啦！ Trinity Streizer           | - 新・哀しみの戦騎アイスロンド/黒マントの男 - 怒りの戦騎ドゴルド - 怨みの戦騎エンドルフ - カンブリ魔 ×2                                                                                     | 2.6%       | 三條陸 | 渡邊勝也 |
| 2014/1/12  | 2015/7/5   | 2016/2/7   | 44         | わらうカオス!はめつのカウントダウン     | 狂笑的卡歐斯！毁灭的倒时计大笑的卡奧斯！破滅的倒數會笑嘅卡奧斯！毀滅嘅倒數        | - 百面神官カオス - デーボスカオス - 新・哀しみの戦騎アイスロンド/黒マントの男 - 新・喜びの戦騎キルボレロ/白マントの男 - 怒りの戦騎ドゴルド                                                  | 2.7%       | 三條陸 | 渡邊勝也 |
| 2014/1/19  | 2015/7/12  | 2016/2/14  | 45         | うそだろオヤジ!シルバーのさいご         | 騙人的吧老爸！銀的最後騙人的吧爸！銀的終點 銀戰士嘅大限                           | - 桐生ダンテツ - キョウリュウシルバー - 蝶絶神デーボス - 百面神官カオス - 新・哀しみの戦騎アイスロンド/黒マントの男 - 新・喜びの戦騎キルボレロ/白マントの男 - 怨みの戦騎エンドルフ          | 2.8%       | 三條陸 | 加藤弘之 |
| 2014/1/26  | 2015/7/19  | 2016/2/21  | 46         | だいけっとう!アイとなみだのいちげき     | 大激突！哀與淚的一擊大決鬥終於來喇！ 包含愛與眼淚嘅一擊                           | - 蝶絶神デーボス - 百面神官カオス - 新・哀しみの戦騎アイスロンド - 新・喜びの戦騎キルボレロ - 怒りの戦騎ドゴルド - 怨みの戦騎エンドルフ                                                     | 3.5%       | 三條陸 | 加藤弘之 |
| 2014/2/2   | 2015/7/26  | 2016/2/28  | 47         | だいはんげき!さいだいさいごのブレイブ   | 大反擊！最大最後的勇猛Oh yes！大反擊！ 最後最大既勇氣                             | - 蝶絶神デーボス - 百面神官カオス - 新・喜びの戦騎キルボレロ - 怒りの戦騎ドゴルド - 怨みの戦騎エンドルフ                                                                                    | 3.7%       | 三條陸 | 坂本浩一 |
| 2014/2/9   | 2015/8/2   | 2016/3/6   | Final      | だいばくはつ!さよならキョウリュウジャー | 大爆發！再見了強龍者大爆炸！再見了獸電戰隊                                        | - 蝶絶神デーボス - 百面神官カオス - 新・喜びの戦騎キルボレロ | 4.3%       | 三條陸 | 坂本浩一 |

## 音樂

### 片頭曲
- 「VAMOLA! キョウリュウジャー」（VAMOLA! 強龍者）
  - 作詞：藤林聖子／作曲：持田裕輔／編曲：山下康介、持田裕輔／演唱：鎌田章吾
  - Brave.11起因配合《超級英雄大戰Z》的宣傳，將部分片段改為劇場版的片段；強龍金、翼轟龍和甲鎚龍的加入重製片頭MV。
  - Brave.17起因配合《劇場版 獸電戰隊強龍者 GABURINCHO OF MUSIC》的宣傳，將部分片段改為劇場版的片段。
  - Brave.27因獸電龍戰士團的登場加上強龍紅強化型態的登場，片頭再次重製。
  - Brave.37起因強龍銀、巨腕龍的加入重製片頭MV。
  - Brave.43起因配合《獸電戰隊強龍者 VS Go Busters 恐龍大決戰！ 再見永遠的朋友啊》的宣傳，將部分片段改為劇場版的片段。
  - Brave.1～2、4、6、15、16作為插曲使用。Brave.6配合伴奏版使用。
  - Brave.47及Brave.Final沒有使用片頭曲。

- 「史上最強のブレイブ」（史上最強的勇猛）
  - 作詞：只野菜摘 / 作曲：大橋恵 / 編曲：佐藤清喜 / 歌：伊勢大貴
  - Brave.47使用。

### 片尾曲
- 「みんな集まれ! キョウリュウジャー」（大家集合! 強龍者）
  - 作詞：八手三郎、高取秀明／作曲：高取秀明／編曲：籠島裕昌／歌：高取秀明
    - 一共有四種歌詞版本，依序介紹「1～6」（Ver.1）、「7～12」（Ver.2）、「13～18」（Ver.3）、「19～23、00」（Ver.4）號的獸電龍。在Brave.16之前播放規則並不明顯，Brave.16之後開始一周一個版本輪流播放。
    - Brave.16之前的播放順序：Brave.1～4（Ver.1），Brave.5～6、13（Ver.2），Brave.7～8、14（Ver.3），Brave.9～10、15（Ver.4）。

  - Brave.11起因強龍金、翼轟龍和甲鎚龍的加入重製片尾MV。
  - Brave.18起再重製片尾MV，由五人在游泳池改為六人在花園跳舞。
  - Brave.20起因《劇場版 獸電戰隊強龍者 GABURINCHO OF MUSIC》的部分宣傳，將場景拉到劇場版中的重要地點福井縣立恐龍博物館拍攝，將部分的影片再次重製，而在宣傳結束後，此版本還是一直沿用至今。只有在Ver.1才播放此版本，而且在介紹1～6號獸電龍時，每個角色都會站在自己所屬搭擋獸電龍的藍本化石前來拍攝。
  - Brave.Final起因為本篇最終話，本來為六人在花園跳舞，改為七個人（含強龍紫）在海邊和廣場跳舞。並且所有與本作有關的演出者（含繼承者所有強龍者）、配音員、替身演員及工作人員，並有其他臨時演員一起跳舞。
  - 特別映像
    - Brave.12開始，副歌的部分，將觀眾募集投搞的跳舞畫面給放上去。（第一次募集是2013年3月31日～6月2日，第二次募集是在6月30日～9月1日，最終募集是在10月6日～12月1日）
    - Brave.20所放送的觀眾中有聲優鈴村健一和神谷浩史以「健一和浩史（38）」的名義投稿。
    - Brave.24所放送的觀眾中有戰隊前輩忍風戰隊破裏劍者的破裏劍紅·椎名鷹介－鹽谷瞬、破裏劍黃·尾藤吼太－山本康平、破裏劍藍·野乃七海－長澤奈央以「咻咻的忍者」的名義投稿。
    - Brave.28所放送的觀眾中有戰隊前輩超力戰隊王連者的王紅·星野五郎－宍戸勝與自己所開的店面附近的鄰居以「Team・Crystal Sky」[52]的名義投稿。
    - Brave.31所放送的觀眾中有假面騎士新翻組假面騎士鎧武的主角假面騎士鎧武·葛葉紘汰－佐野岳、假面騎士龍玄·吳島光實－高杉真宙、高司舞－志田友美、チャッキー－津山香音、リカ－橫田美菜、ラット－小澤廉以「假面騎士鎧武 下周開始多多指教」的名義投稿。[53]
    - Brave.32所放送的觀眾中有假面騎士新番組假面騎士鎧武的主角假面騎士鎧武·葛葉紘汰－佐野岳、假面騎士巴隆·驅紋戒斗－小林豐、假面騎士斬月·吳島貴虎－久保田悠來、リカ－橫田美菜、ラット－小澤廉以「假面騎士鎧武 在這之後終於要開始了」的名義投稿。[54]
    - Brave.39所放送的觀眾中有戰隊前輩五星戰隊大連者的麒麟連者·土屋圭輔－土屋圭輔及重甲B-Fighter的Blue Beet－土屋大輔，兩兄弟以「Beetle&麒麟」的名義投稿。
    - Brave.47所放送的觀眾中有戰隊前輩五星戰隊大連者的龍連者·天火星 亮－和田圭市、忍者戰隊隱連者的忍者紅·佐助和星獸戰隊銀河人的黑騎士·日向－小川輝晃、超力戰隊王連者的王紅·星野五郎－宍戸勝、超新星閃光人的Red Flash·金－垂水藤太以「立川Red Starts」的名義投稿。

### 插入曲
- 「闘え! キョウリュウジャー」（戰鬥吧！強龍者）
  - 作詞：マイクスギヤマ / 作曲：Raizo.W/ 編曲：中畑丈治 / 歌：谷本貴義
  - Brave.3～5、12～13、28、40、47使用。

- 「KYORYUZIN」
  - 歌・作詞・作曲：NoB / 編曲：平松建治
  - Brave.4～5、18、20使用。

- 「キョウリュウゴールド! いざ!!」（強龍金！ZA！！）
  - 作詞：桑原永江 / 作曲：佐橋俊彥 / 編曲：大石憲一郎 / 歌：サイキックラバー
  - Brave.10～14、19、41使用。

- 「勇気バクレツ」（勇氣爆炸）
  - 作詞：八手三郎/ 作曲：柴田尚 / 編曲：佐藤清喜 / 歌：串田晃、五條真由美
  - Brave.23使用。

- 「超進化！！キョウリュウ・ビート」（超進化！！恐龍・Beat）
  - 作詞：八手三郎 / 作曲・編曲：坂部剛 / 歌：鎌田章吾
  - Brave.27、29、38使用。

- 「Ale! Ale! キョウリュウジャー」（Ale! Ale! 強龍者）
  - 作詞：藤林聖子/ 作曲：羽岡佳 / 編曲：佐藤清喜/ 歌：鎌田章吾
  - Brave.26～27、39使用。

- 「カミツキ・ブレイブ」（Bite Brave）
  - 作詞：只野菜摘 / 作曲：羽岡佳 / 編曲：佐藤清喜 / 歌：伊勢大貴
  - Brave.27、39使用。

- 「The Braves ~竜の道を継ぐ者」（The Braves ~龍之道路的繼承者）
  - 作詞：八手三郎 / 作曲・編曲：俊龍 / 歌：高橋秀幸、松原剛志、吉田仁美
  - Brave.29、38使用。

- 「VAMOLA! キョウリュウジャー(Samba Mix)」（VAMOLA! 強龍者(Samba Mix)）
  - 作詞：藤林聖子 / 作曲：持田裕輔 / 編曲：山下康介 / 歌:鎌田章吾
  - Brave.31使用。
    - 此曲為夏季劇場版中的其中一首插曲。

- 「咆哮！ブラギガス」（咆哮！巨腕龍）
  - 歌:松原剛志
  - Brave.34～35使用。

- 「VAMOLA! キョウリュウジャー（真の地球のメロディver.）」（VAMOLA! 強龍者(真正地球的旋律Ver.)）
  - 作詞：藤林聖子/ 作曲：持田裕輔 / 編曲：山下康介/ 歌：鎌田章吾&強龍者
  - Brave.Final使用。

### 角色曲
- 「喜びの歌」（歡喜之歌）
  - 作詞：三條陸 / 作曲・編曲：佐橋俊彥 / 歌：キャンデリラ（CV：戶松遙）
  - Brave.6、11、16、28使用。
    - Brave.28將此曲重新編曲。

- 「Solid Bullet」
  - 作詞：藤林聖子 / 作曲：IMAJO / 編曲：平松建治、IMAJO / 歌：伊恩·尤克蘭（CV：齊藤秀翼）
  - Brave.16使用。
    - Brave.33使用伴奏版。

- 「みなサマーDAY音頭!」（整個夏天DAY音頭）
  - 作詞：マイクスギヤマ / 作曲・編曲：三宅一德 / 歌：有働伸治（CV：金城大和）
  - Brave.31使用。

- 「ココロの隙間ワールド」（心間隙中的世界）
  - 作詞：只野菜摘 / 作曲・編曲：坂部剛 / 歌:喜之戰騎嘉黎蕾、哀之戰騎獃賈隆、樂之密探樂丘洛(CV：戸松遥、水島裕、折笠愛)
  - Brave.24、28使用。

- 「Dino Soul(古代ver.)」
  - 作詞：三条陸 / 作曲・編曲：坂部剛 / 歌：天野美琴（CV：中村静香）
  - Brave.29、39使用。
    - 此曲為劇場版中的其中一首插曲，在Brave.29中由初期成員（龍星涼、齊藤秀翼、金城大和、鹽野瑛久、今野鮎莉）演唱。

- 「Dino Soul」
  - 作詞：三条陸 / 作曲・編曲：坂部剛 / 歌：天野美琴（CV：中村靜香）
  - Brave.39使用。

- 「閃光のブレイブ」（閃光的Brave）
  - 作詞：渡部紫緒 / 作曲：羽岡佳 / 編曲：佐藤清喜 / 歌：多林（CV：森川智之）
  - Brave.36使用。
    - Brave.37使用伴奏版。

- 「SLASH ~斬撃無双」（SLASH ~斬撃無雙）
  - 作詞：渡部紫緒 / 作曲・編曲：佐藤清喜 / 歌：立風館宗司（CV：鹽野瑛久）
  - Brave.43使用。

- 「Show me Call me I'm アミィ!」
  - 作詞・作曲：高取ヒデアキ / 編曲：籠島裕昌 / 歌：アミィ結月（CV:今野鮎莉）

- 「ラッキュー! ビーハピー」
  - 作詞：只野菜摘 / 作曲・編曲：大石憲一郎 / 歌：ラッキューロ（CV:折笠愛）

## 其他相關媒體

### 劇場版
- 《特命戰隊Go Busters VS 海賊戰隊豪快者 THE MOVIE》

本作為《特命戰隊Go Busters》與《海賊戰隊豪快者》的VS劇場版，本作亦是《超級戰隊祭》的第五部作品，強龍者五位成員於本作先行登場，2013年1月19日上映。
- 《假面騎士×超級戰隊×宇宙刑事 超級英雄大戰Z》

《超級戰隊系列》聯合《假面騎士系列》与《宇宙刑事》三大特攝英雄約250人夢幻共演，強龍者的第六位主要追加戰士「強龍金」於本作先行登場，2013年4月27日上映。
- 《劇場版 獸電戰隊強龍者 GABURINCHO OF MUSIC》

本作的獨立劇場版，2013年8月3日上映。
- 《獸電戰隊強龍者 VS Go Busters 恐龍大決戰！ 再見永遠的朋友啊》

本作與《特命戰隊Go Busters》的VS劇場版 ，本作的第一部VS劇場版，本作亦是《超級戰隊祭》的第六部作品，2014年1月18日上映。
- 《平成騎士對昭和騎士 假面騎士大戰 feat.超級戰隊》

本作為《假面骑士鎧武》與《烈車戰隊特急者》合作的劇場版作品，亦為《平成假面騎士系列》第15部紀念劇場版作品「強龍紅」於本作登場，2014年3月29日上映。
- 《歸來的獸電戰隊強龍者 100 Years After》

本作的歸來篇，2014年6月20日上映。
- 《烈車戰隊特急者 VS 強龍者 THE MOVIE》

本作與《烈車戰隊特急者》的VS劇場版，本作的第二部VS劇場版，本作亦是《超級戰隊祭》的第七部作品，2015年1月17日上映。
- 《假面騎士x超級戰隊 超 超級英雄大戰》

本作為《宇宙戰隊九連者》與《假面騎士EX-AID》共同合作特別劇場版，2017年3月25日上映「強龍金」於本作登場。
- 《國王戰隊帝王者VS強龍者》

本作與《國王戰隊帝王者》的VS劇場版，為本作第三部的VS劇場版，亦是本作十週年紀念作品，於2024年4月26日上映。

### 電視劇集
- 《王樣戰隊帝王者》

第32-33話，強龍黑、強龍藍、強龍綠、強龍粉紅、嘉黎拉、拉丘洛、福井理香登場；第32話，傑特登場；第33話，福井優子登場。

## 其他DVD
- 《導演剪輯版 獸電戰隊強龍者 BRAVE PRELUDE》
- 《花絮版 獸電戰隊強龍者 GABURINCHO OF MUSIC》
- 《強龍者&超級戰隊 要爆走了！ 強龍大圖鑑DVD》
- 《獸電戰隊強龍者 出現了！ 盛夏的Armed On祭!!》
- 《劇場版 強龍者VS Go-Busters之前! 拉丘洛與嚴格亡領對強龍者必勝精華》
- 《獸電戰隊強龍者VS超級戰隊VS超級英雄　新春Gaburin pick!!》
- 《我們是獎金收益團》

## 超級英雄時間相關條目
- 2013春《假面騎士Wizard》（第23-53集）
- 2013秋《假面騎士鎧武》（第1-17集）

## 海外播放

### 台灣
台灣東森幼幼台於2014年9月7日至2015年8月2日期間每週日下午5時首播國語配音版，並於當天晚上11時重播。
| 台灣 東森幼幼台 星期日 17:00-17:30                 | 台灣 東森幼幼台 星期日 17:00-17:30           | 台灣 東森幼幼台 星期日 17:00-17:30 |
| -------------------------------------------------- | -------------------------------------------- | ---------------------------------- |
|                                                    | 獸電戰隊強龍者 （2014年9月7日-2015年8月2日） |                                    |
| 特命戰隊Go Busters （2013年9月15日-2014年8月24日） | 忍者龜 （2015年8月9日-2016年2月14日）        |                                    |

### 香港
香港無綫電視翡翠台於2015年4月12日至2016年3月6日期間每週日上午9時30分以雙語廣播播放粵語配音版和日語版，其中粵語配音版配上繁體中文字幕經myTV SUPER網上直播及節目重溫。
| 香港 無綫翡翠台 星期日 09:30-10:00               | 香港 無綫翡翠台 星期日 09:30-10:00             | 香港 無綫翡翠台 星期日 09:30-10:00 |
| ------------------------------------------------ | ---------------------------------------------- | ---------------------------------- |
|                                                  | 獸電戰隊 （2015年4月12日-2016年3月6日）        |                                    |
| 特命戰隊Go Busters （2014年4月6日-2015年4月5日） | 烈車戰隊特急者 （2016年3月13日-2017年3月19日） |                                    |

### 中國內地
中国大陆地区于2023年11月24日官宣引进，并于12月3日在百视通和爱奇艺等視頻網站上架。

### 韓國
2017年4月1日在韓國播出續篇《獸電戰隊強龍者BRAVE》

## 外部連結
- 《獸電戰隊強龍者》朝日官方網站 （页面存档备份，存于）
- 《獸電戰隊強龍者》東映官方網站 （页面存档备份，存于）
- 獸電戰隊強龍者介紹（Ban Dai Hong Kong） （页面存档备份，存于）
- 獸電戰隊強龍者－TVB官方網站（繁體中文） （页面存档备份，存于）